# Napoleon III.

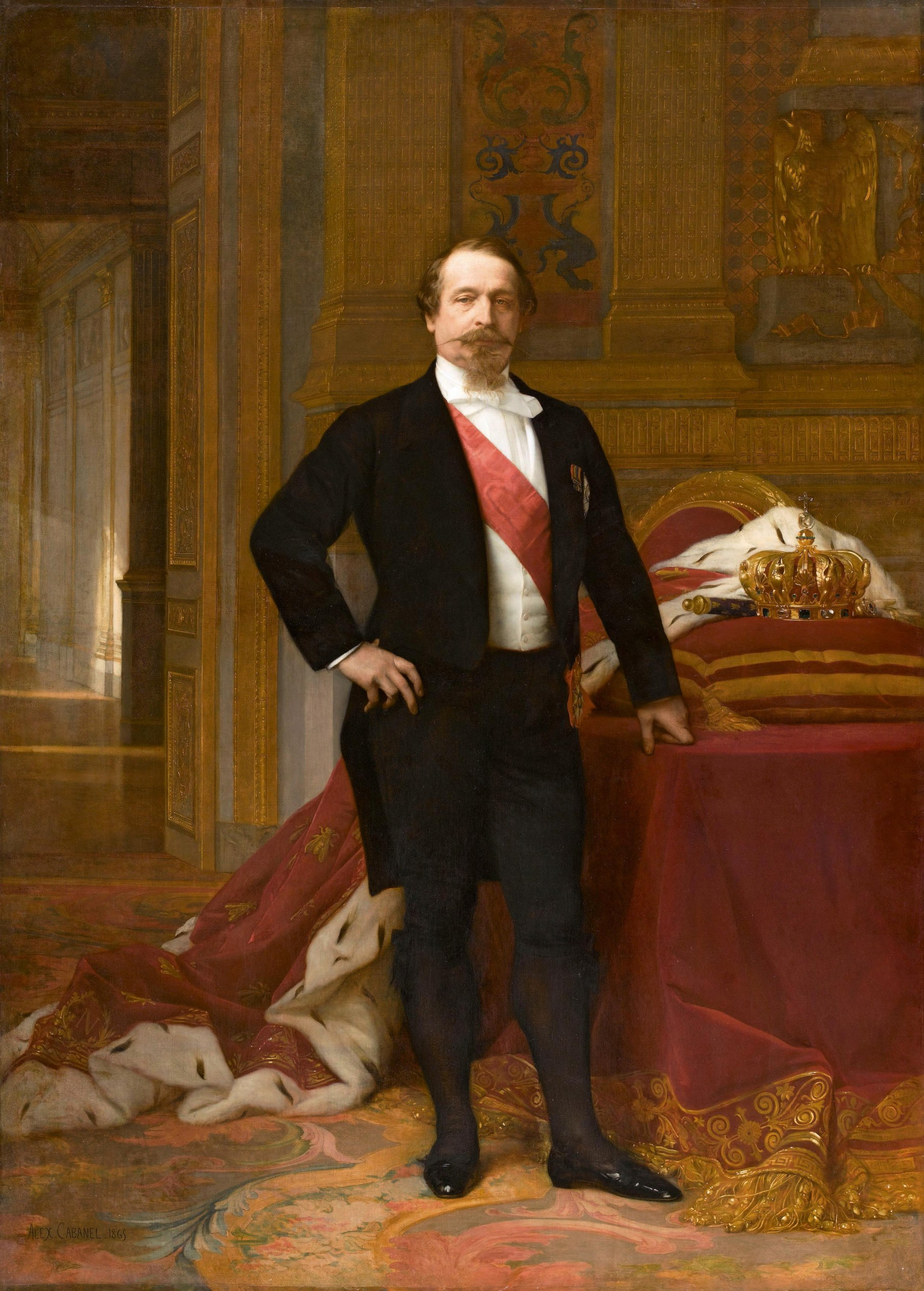
Napoleon III., Gemälde von Alexandre Cabanel, um 1865. Es war das Lieblingsporträt Kaiserin Eugénies, weil es seine Person am getreusten darstellte.

Napoleon III. (französisch Napoléon III; * 20. April 1808 in Paris; † 9. Januar 1873 in Chislehurst bei London) war unter seinem Geburtsnamen Charles-Louis-Napoléon Bonaparte (auch Louis-Napoléon Bonaparte) während der Zweiten Republik von 1848 bis 1852 französischer Staatspräsident und von 1852 bis 1870 als Napoleon III. Kaiser der Franzosen sowie letzter französischer Monarch. Mit dem Staatsstreich vom 2. Dezember 1851 hatte der aus einer Volkswahl hervorgegangene Präsident eine Diktatur errichtet. Ein Jahr darauf (1852) proklamierte er sich zum Kaiser und sein Land zum Zweiten Kaiserreich. Das Parlament wurde weitgehend entmachtet und erhielt erst ganz am Ende seiner Herrschaft wieder mehr Kompetenzen.
Bedingt durch den plebiszitären Charakter seiner Herrschaft war der Kaiser praktisch gezwungen, immer neue Erfolge vorzuweisen, um sich die Gunst der Massen zu erhalten. Dies führte zu einer relativ expansiven Außenpolitik, die auch das Ziel der territorialen Vergrößerung Frankreichs auf Kosten seiner Nachbarstaaten verfolgte. Damit war der Kaiser im italienischen Einigungskrieg 1859/60 zunächst erfolgreich. Die geplante Annexion Luxemburgs im Jahr 1867 scheiterte dagegen. Die aggressive Außenpolitik Napoleons führte dazu, dass die Frage der Spanischen Thronfolge 1870 in den Deutsch-Französischen Krieg mündete. Nachdem Napoleon am 2. September 1870 gefangen genommen worden war, bildete sich eine neue nationale Regierung in Paris, die ihn für abgesetzt erklärte und die Republik proklamierte. Seine letzten beiden Lebensjahre verbrachte er im englischen Exil.

## Biografie

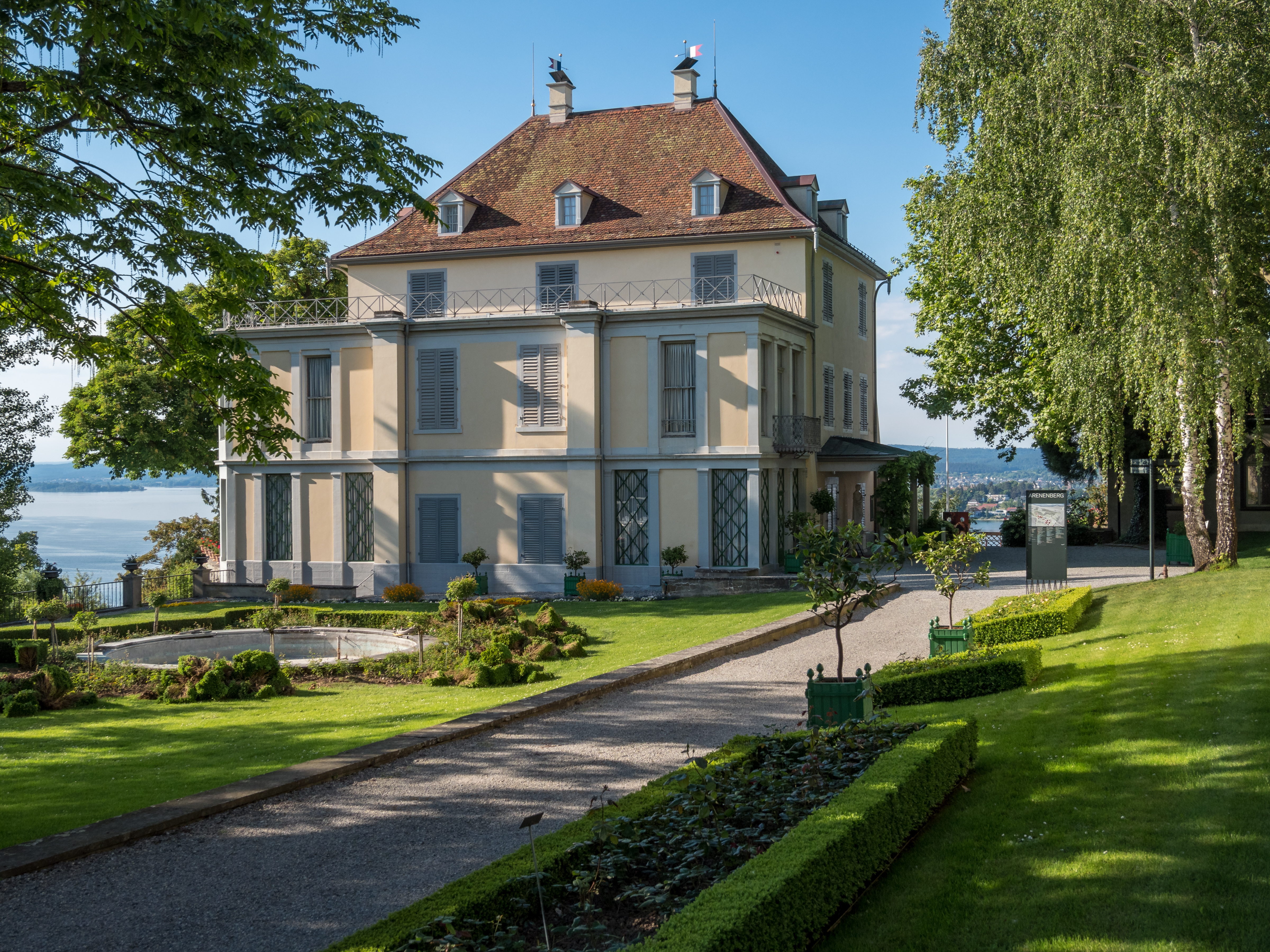
Schloss Arenenberg in Salenstein, Kanton Thurgau, wo Napoleon III. aufwuchs (heute Napoleonmuseum)

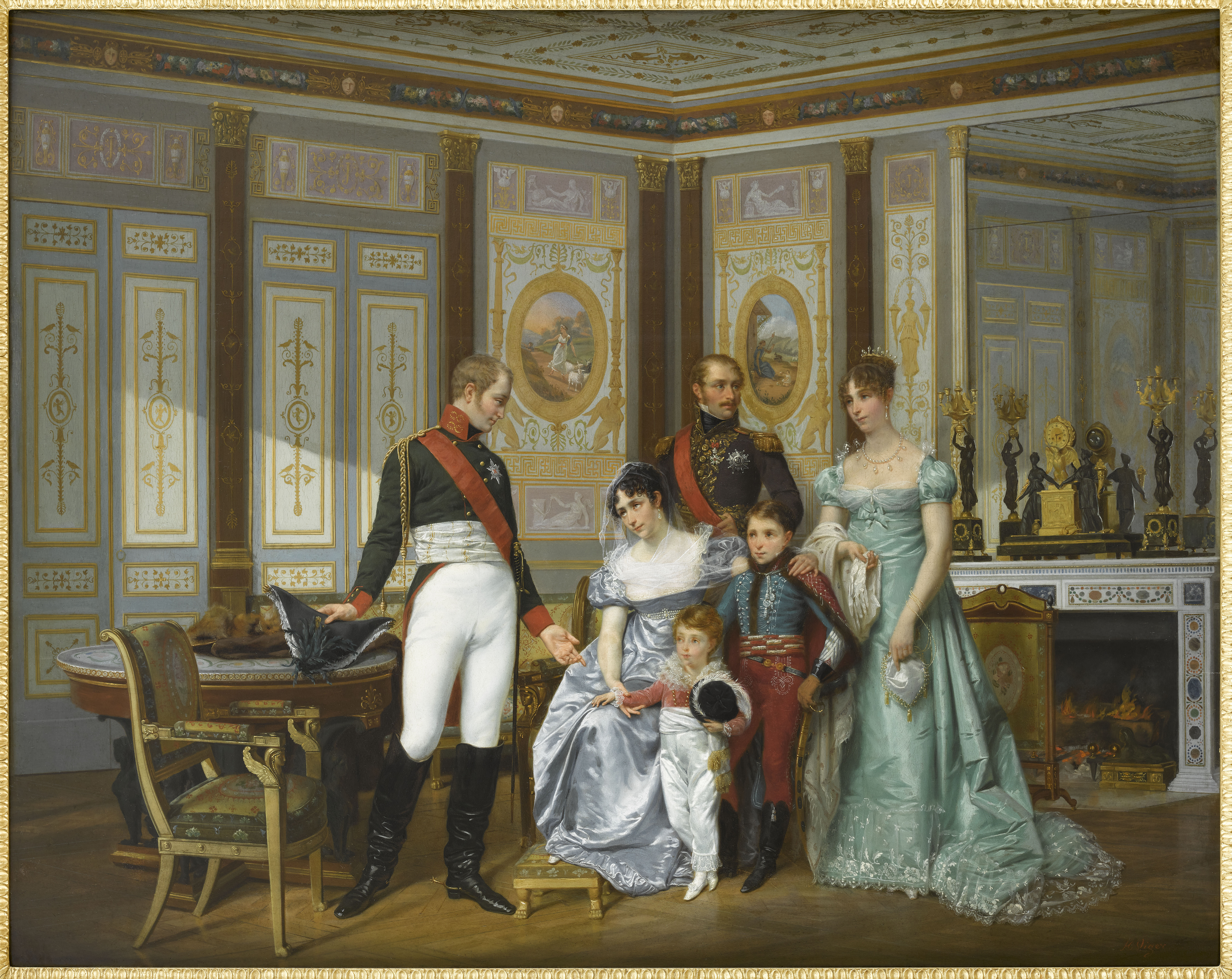
Victor Viger: Kaiserin Josephine stellt Kaiser Alexander ihre Kinder (und Enkel) vor – Eugène, Hortense, Napoléon Louis und Charles Louis Napoléon

### Familie

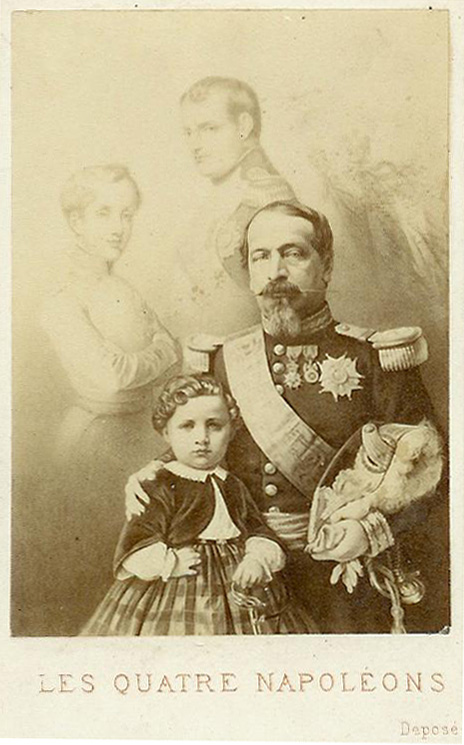
Die vier Napoleons (Propagandabild, um 1858)

Charles Louis Napoléon Bonaparte wurde in der Nacht des 20. Aprils 1808 unweit der späteren Opera Garnier in Paris geboren. Er war der Sohn von Louis Bonaparte und Hortense de Beauharnais. Sein Vater war der Bruder Napoleons I. und von 1806 bis 1810 König von Holland. Seine Mutter war die Tochter von Alexandre Vicomte de Beauharnais und Kaiserin Joséphine. Sie wurde später zur Stieftochter Napoleons I. und trug maßgeblich zur Entstehung kaiserlicher Ambitionen ihres Sohnes bei. Die Chancen auf eine Thronfolge waren zu dieser Zeit aber noch minimal. Kaiser Napoleon hatte mit Napoleon Franz Joseph Karl Bonaparte, dem aus seiner Ehe mit Marie-Louise stammenden Sohn und König von Rom, einen legitimen Nachfolger. Dieser wurde nach dem Tod Napoleons I. von den Bonapartisten als Napoleon II. betrachtet. Hinzu kamen Zweifel der Zeitgenossen an der Legitimität von Charles Louis Napoléon Bonaparte: Er wurde von Gegnern nicht als Sohn von Louis Bonaparte anerkannt. Die Vaterschaft wurde Carel Hendrik Graf Verhuell zugeschrieben. Belegt ist, dass Graf Verhuell und Hortense de Beauharnais eine Freundschaft verband, aber ebenso belegt ist dessen Verbleib in Holland, während Hortense und Louis in Paris weilten. Louis Bonaparte selbst stellte die Vaterschaft nie offiziell in Frage.

### Jugend
Der endgültige Sturz Napoleons I. im Jahr 1815 machte die Ambitionen der Bonapartisten zunächst zunichte. Für Hortense de Beauharnais und ihren Sohn begann damit eine monatelange Flucht durch Frankreich und die Schweiz, u. a. fanden sie für ein paar Tage Unterschlupf im Kloster Einsiedeln.
Louis Napoléon verbrachte einen Teil seiner Kindheit abwechselnd bei Konstanz am Bodensee und in Augsburg, weshalb er die deutsche Sprache perfekt beherrschte. Seine Mutter erwarb 1816 ein Anwesen in Konstanz, 1817 ein zweites (den Vorgängerbau der heutigen Villa Seeheim). Für die Niederlassung ihrer Familie im Großherzogtum Baden sprach aus der Sicht von Hortense de Beauharnais ein wichtiges Argument: Die Familie Napoleons III. war durch eine Heirat zwischen Stephanie de Beauharnais und dem Erbprinzen Karl Ludwig Friedrich von Baden dynastisch mit dem Haus Baden verbunden. Allerdings konnte der Großherzog von Baden Napoleons Familie kein Exil zugestehen, weil er bereits eine von den Siegermächten befürwortete Trennung von Stephanie de Beauharnais verweigert hatte. Nochmals wagte er es nicht, die europäischen Großmächte zu verprellen. So musste Hortense mit ihren Kindern Baden verlassen. 
Seine Schulzeit verbrachte Louis Napoleon in Augsburg, zunächst bei Privatlehrern und dann von 1821 bis 1823 am Gymnasium bei St. Anna.
Schließlich gestanden die Alliierten der Familie ein Exil in der Ostschweiz zu, wo Louis Napoléon als Jugendlicher und junger Erwachsener von 1818 (dauerhaft ab 1823) bis 1836 im Schloss Arenenberg auf der Schweizer Seite des Bodensees im Kanton Thurgau verbrachte und Schweizerdeutsch (Thurgauer Dialekt) erlernte. Seine Mutter lebte bis zu ihrem Tod im Oktober 1837 im Schloss.
1829 ging er an die Artillerieschule von Thun, wo er Guillaume Henri Dufour kennenlernte. Später diente er als Artillerieoffizier in der Schweizer Armee und wurde 1832 zum Ehrenbürger des Kantons Thurgau ernannt. Er erhielt damit das Ehrenbürgerrecht, ohne selbst Schweizer zu sein.

### Kämpfe in Italien, Putschversuche und Exil

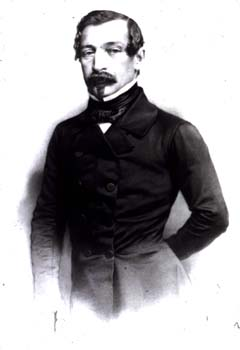
Präsident Louis Napoléon Bonaparte

1829 plante Louis Napoléon, am Russisch-Türkischen Krieg teilzunehmen. Dies wurde ihm von seinem Vater untersagt. Stattdessen schloss er sich mit seinem Bruder Napoléon Louis den italienischen Carbonari an. Dort führte er die Belagerung der Festung Civita Castellana an. Nach der Niederschlagung des Aufstandes und dem Tod seines Bruders floh Louis Napoléon mit seiner Mutter nach Frankreich, das zu dieser Zeit von Ludwig Philipp I. regiert wurde.
In der Absicht, zwei bonapartistische zu einer neuen Hauptlinie zu vereinen, wurde Louis Napoléon 1835 zunächst mit seiner Cousine Mathilde Bonaparte verlobt, doch nach dessen misslungenem Putschversuch 1836 löste Mathildes Vater Jérôme die Verlobung umgehend wieder auf.
In Straßburg konnte Louis Napoléon einige Offiziere dafür gewinnen, ihm bei einem Putschversuch zu folgen. Am Morgen des 30. Oktober 1836 erklärte er den Männern des 4. Artillerieregimentes, in dem bereits sein Onkel gedient hatte, „Frankreichs Größe und Ehre wiederherstellen“ zu wollen. Da der Regimentskommandeur, Oberst Vaudrey, auf seiner Seite stand, folgten ihm die Artilleristen. Allerdings wurde der Putsch von den gleichfalls in Straßburg stationierten Soldaten des 46. Infanterieregimentes abgelehnt und niedergeschlagen. Louis Napoléon wurde gefangen genommen und am 9. November nach Paris gebracht. Von König Ludwig Philipp wurde er unter der Bedingung begnadigt, ins Exil in die USA zu gehen. An Bord der Fregatte Andromeda reiste er am 21. November 1836 über Rio de Janeiro nach New York.
Als seine Mutter 1837 im Sterben lag, kehrte Napoleon nach Arenenberg zurück. Hortense de Beauharnais starb im Oktober 1837. Die französische Regierung betrachtete seine Anwesenheit als Bedrohung. Schließlich forderte sie im August 1838 offiziell seine Ausweisung aus der Schweiz. Da er jedoch als Offizier in der Schweizer Armee gedient hatte und seit 1832 Ehrenbürger des Kantons Thurgau war, weigerte sich die Eidgenossenschaft (sog. Napoleonhandel oder Prinzenhandel). Frankreich mobilisierte sein Heer, aber Napoleon kam einer kriegerischen Auseinandersetzung durch seine Ausreise im September 1838 ins Vereinigte Königreich zuvor. Im Londoner Exil verfasste er sein Werk Idées Napoléoniennes.
Von England aus begann Louis-Napoléon seinen zweiten Putschversuch. Dieser fand am 6. August 1840 in Boulogne-sur-Mer statt und scheiterte ebenfalls. Er wurde nun zu lebenslanger Festungshaft in der nordfranzösischen Festung Ham verurteilt. Hier verfasste er sein Werk Vertilgung des Pauperismus (Beseitigung der Armut). Zusammen mit ihm wurde Henri Conneau (1803–1877) inhaftiert, wegen Unterstützung des Putschversuchs. Daraus entwickelte sich eine lebenslange Freundschaft, Conneau wurde später der Leibarzt der Familie Napoléon und erledigte für Louis-Napoléon Geheimaufträge wie die Organisation des Treffens mit Carvour in Plombières. Seiner Beziehung zu Eleonore Vergeot in dieser Zeit entstammten zwei Kinder, die er später zu Grafen erhob. Am 25. Mai 1846 konnte er durch eine abenteuerliche Flucht in das Vereinigte Königreich entkommen. Dort unterhielt er eine Beziehung zu Harriet Howard, einer bekannten Mätresse, die seine Rückkehrpläne nach Frankreich mit ihrem Vermögen unterstützte.

### Präsidentschaft

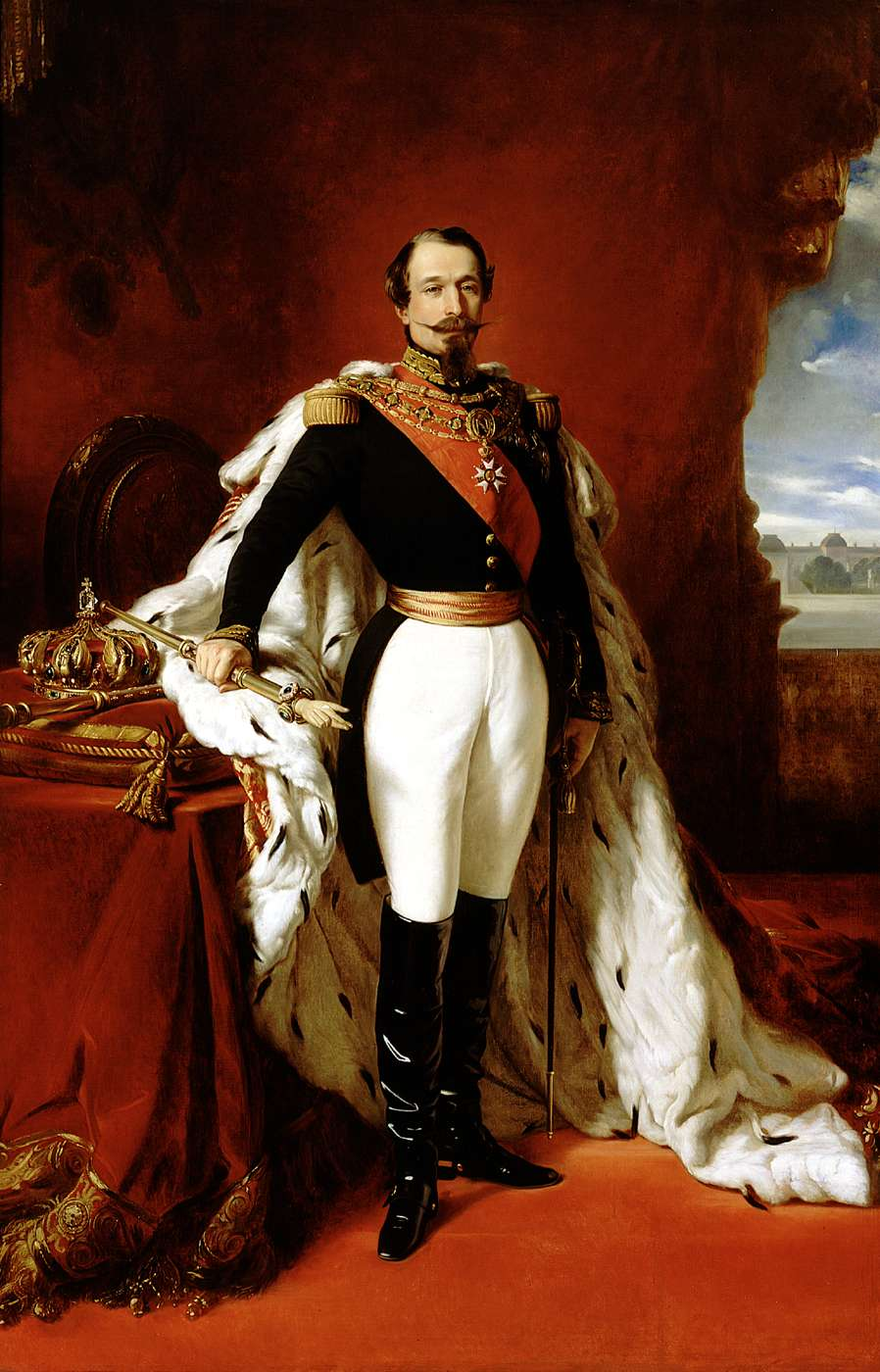
Porträt von Napoleon III., 1855, Gemälde von Franz Xaver Winterhalter

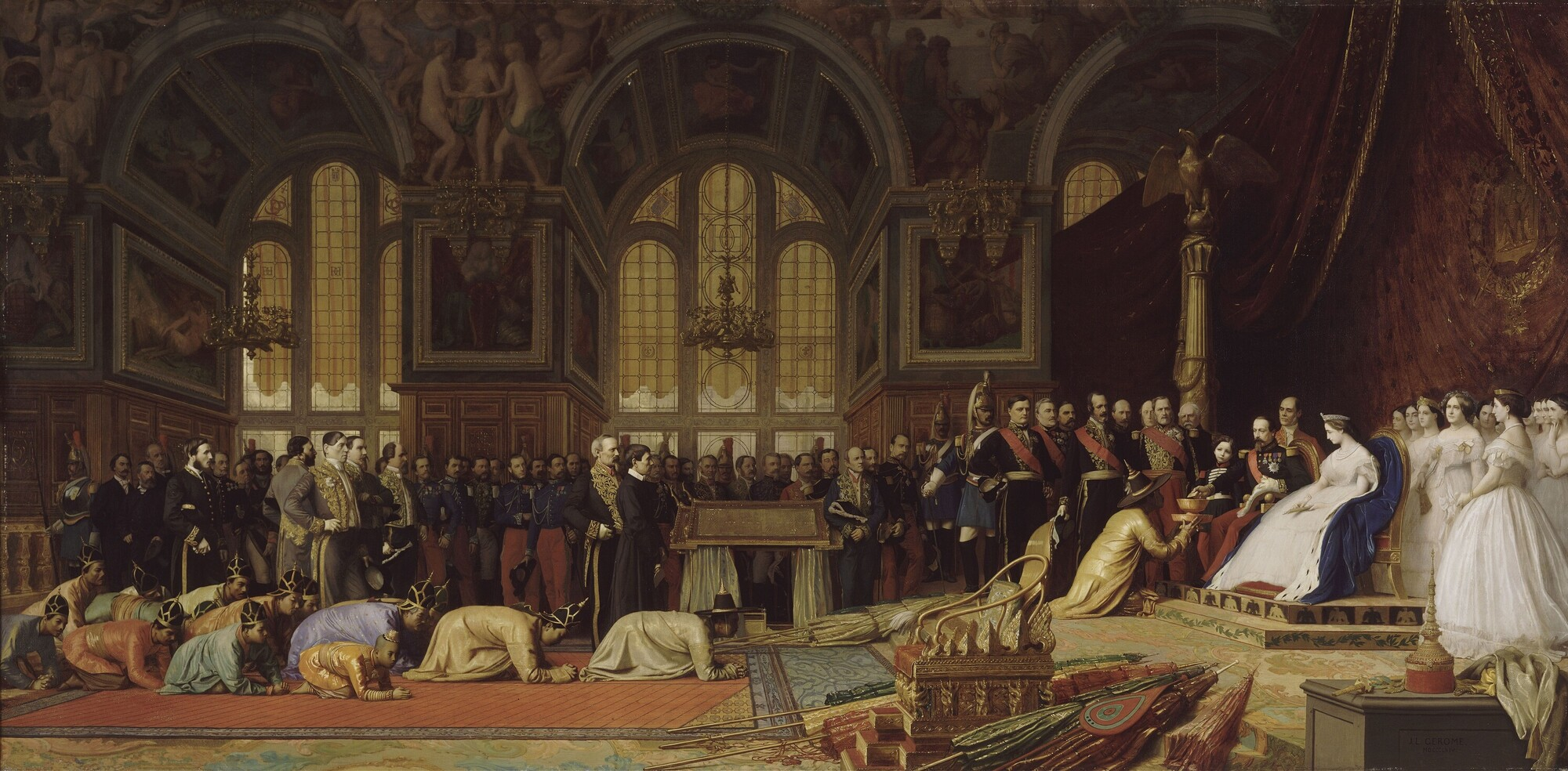
Empfang der siamesischen Botschaft im Schloss Fontainebleau am 27. Juni 1861

Louis-Napoléon kehrte nach der Februarrevolution 1848 nach Frankreich zurück und versuchte nun, auf demokratischem Wege die Macht zu gewinnen. Wie bei seinen Putschversuchen wurde er auch im Präsidentschaftswahlkampf von Freimaurern wie Jean-Claude Besuchet de Saunois unterstützt. Im Dezember gewann er bei der Präsidentschaftswahl gegen den damaligen Ministerpräsidenten Louis-Eugène Cavaignac mit 5.430.000 von 7.317.344 abgegebenen Stimmen. Grundlage dafür war sein Programm einer gefestigten Regierung, sozialer Konsolidierung und nationaler Größe. Zudem wollten viele Kleinbürger und Proletarier Cavaignac wegen seines harten Vorgehens gegen den Juniaufstand nicht als Präsidenten. Am 20. Dezember 1848 übernahm er von Cavaignac die Amtsgeschäfte.
Bereits im April 1849 entsandte Louis-Napoléon Truppen nach Italien, um die im Februar des Jahres ausgerufene Römische Republik niederzuschlagen und die Herrschaft des Papstes im Kirchenstaat wiederherzustellen. Diese konnten nach einer anfänglichen Niederlage am 30. April schließlich am 2. Juli in Rom eindringen.
Durch häufigen Wechsel der Regierungen gelang es ihm, seine Position zu stärken und die Ministerien mit Männern zu besetzen, die ihm gegenüber loyal waren. So bekleideten zum Beispiel seit seinem Amtsantritt bis 1851 Joseph Marcelin Rulhières, Alphonse Henri, comte d’Hautpoul, Jean-Paul Adam Schramm, Auguste Regnaud de Saint-Jean d’Angely, Jacques-Louis Randon und Armand-Jacques-Achille Leroy de Saint-Arnaud das Amt des Kriegsministers. Gerade das letzte Kabinett wurde hauptsächlich eingesetzt, um mit der Ernennung Saint-Arnauds die Einsetzung eines ergebenen Helfers zu kaschieren.

### Staatsstreich
Kurz vor dem Ende seiner Amtszeit führte Louis-Napoléon am 2. Dezember – an dem Tag, an dem sich Napoleon I. 1804 zum Kaiser gekrönt hatte – 1851 einen Staatsstreich nach dem Vorbild des 18. Brumaire VIII durch. Karl Marx verarbeitete diese Geschehnisse in der Schrift Der achtzehnte Brumaire des Louis Bonaparte: „Hegel bemerkt irgendwo, daß alle großen weltgeschichtlichen Thatsachen und Personen sich so zu sagen zweimal ereignen. Er hat vergessen hinzuzufügen: das eine Mal als große Tragödie, das andre Mal als lumpige Farce.“ Infolge des Staatsstreiches kam es zu blutigen Kämpfen in ganz Frankreich, die Napoleon am 5. Dezember schließlich für sich entscheiden konnte. Am 21. Dezember ließ er eine Volksabstimmung über eine neue Verfassung, die ihm diktatorische Vollmachten gewährte, durchführen. Dabei stimmten 7,5 Millionen Franzosen für, 640.000 gegen ihn.

### Kaiserkrönung
Am 21. November 1852 wurde ein Plebiszit zur Wiederherstellung des Kaisertums durchgeführt. Dabei stimmten 7.824.000 Franzosen mit Ja, 253.000 mit Nein. Louis-Napoléon ließ sich daraufhin – wiederum am 2. Dezember – 1852 zum Kaiser der Franzosen ausrufen. Die Titelumschriften der Münzen mit seinem Porträt wurden daraufhin von LOUIS NAPOLEON BONAPARTE auf NAPOLEON III EMPEREUR geändert.
Der Hauptgrund für den Erfolg Napoleons liegt in seinem Populismus. So reiste er oft quer durch Frankreich und hielt vor dem Volk Reden, in denen im Falle einer Wiedereinführung des Kaiserreichs große Erfolge und Fortschritte versprochen wurden. Die auf Prestige abzielende imperialistische Außenpolitik trug ebenfalls zur Mobilisierung der Massen bei. Die überwiegend konservativ gesinnten Bewohner der ländlichen Gegenden, die einen sehr großen Bevölkerungsteil darstellten, waren eine starke Stütze der Macht des Kaisertums. Allerdings erhielt er auch von der kapitalistischen Bourgeoisie Unterstützung, deren Grund hauptsächlich eine durch Arbeiteraufstände in Paris ausgelöste Revolutionsangst war. Marx schrieb darüber: „Die fixe Idee des Neffen verwirklichte sich, weil sie mit der fixen Idee der zahlreichsten Klasse der Franzosen zusammenfiel.“

### Das autoritäre Empire
Charles Louis Napoléon Bonaparte nahm den Herrschernamen Napoleon III. an, um eine Kontinuität zu Napoleon Bonaparte zu suggerieren. Dessen Sohn Napoleon Franz Bonaparte, der Herzog von Reichstadt, hatte zwar faktisch nie regiert, war aber von Napoleon I. bei dessen Abdankung als Nachfolger benannt worden. Er ging somit bei der Wahl des Herrschernamens ähnlich wie Ludwig XVIII. vor. Das Zweite Kaiserreich begann als autoritäres Empire. Zunächst regierte Napoleon mit absoluter Macht. Das Parlament (Corps législatif) besaß keine Gesetzesinitiative, sondern konnte lediglich vom Kaiser eingebrachte Gesetze billigen. Es bestand das Mehrheitswahlrecht. Das damalige Wahlsystem beruhte auf Zetteln, deren Farbe den Kandidaten festlegte. Es gab Wahlempfehlungen der Regierung. Die Verwaltung setzte bei Wahlen regelmäßig die Opposition unter Druck, ließ Zettel bestimmter Farben für die Wahldauer nicht verkaufen, Wahlplakate durch Staatsbeamte abreißen etc. Freie Wahlen im heutigen Sinne fanden also nicht statt. Die Minister des Kaisers waren seine ergebensten Anhänger. Säulen des Systems waren Armee und Kirche. Napoleon III. regierte zunächst autoritär, war aber kein Diktator. Die tragende Ebene der territorialen Regierung waren die Präfekten, die in den Départements für Regierungs- und Verwaltungsaufgaben zuständig waren und einer Fülle von lokalen Zwängen unterlagen.
Einen der letzten Verteidiger des Parlamentarismus, Alexis de Tocqueville, ließ er beim Staatsstreich verhaften. Gegner wie Louis-Eugène Cavaignac, Victor Hugo, Adolphe Thiers, Louis Juchault de Lamoricière und Marie-Alphonse Bedeau wurden genötigt, das Land zu verlassen. Im Jahr darauf begann er, politische Gefangene und Kriminelle in Strafkolonien wie die Teufelsinsel (Île du Diable) oder, in weniger schlimmen Fällen, nach Neukaledonien deportieren zu lassen.
Das seit dem Wiener Kongress unter europäischer Kontrolle stehende Frankreich war zu Beginn des Kaiserreiches immer noch ein Staatswesen, das für alle europäischen Mächte als revolutionärer Unruheherd galt. Erstes Ziel der napoleonischen Politik war es, diese außenpolitische Isolation zu überwinden.

### Der Krimkrieg

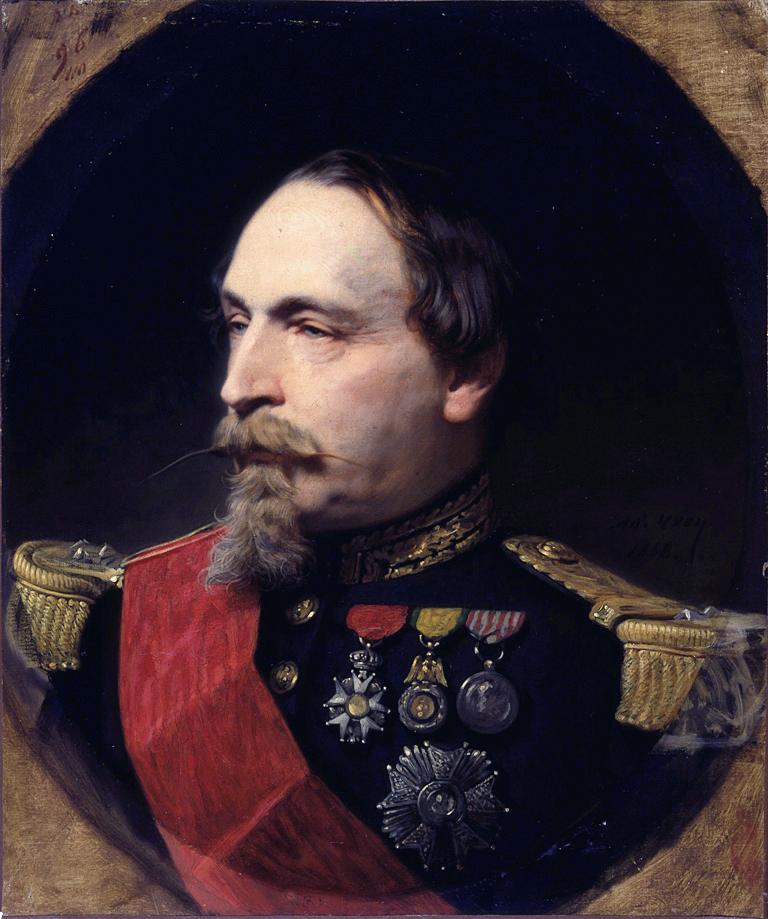
Napoleon III. (Adolphe Yvon, 1868)

Napoleon III. tendierte in der orientalischen Frage dazu, das Osmanische Reich zu erhalten. Er wollte verhindern, dass Russland Zugriff auf geographische Schlüsselpositionen wie den Bosporus bekam. Im religiösen Konflikt um die Nutzung der Kirche zum Heiligen Grab in Jerusalem, dem Auslöser des Krimkrieges, versuchten die Katholiken mit Unterstützung Napoleons III. ihre Situation zu verbessern. Der russische Zar Nikolaus I. verlangte daraufhin zum Schutz der orthodoxen Christen im Osmanischen Reich das Protektorat über sie im Heiligen Land. Der osmanische Sultan und Napoleon III. wollten sich mit einer russischen Vorherrschaft über die Christen in Palästina aber nicht einverstanden erklären. Napoleons Infragestellung russischer Ansprüche gegen das Osmanische Reich führte Ende März 1854 zur Kriegserklärung an Russland.
Der Versuch Russlands, sein Gebiet auf Kosten des geschwächten Osmanischen Reiches zu vergrößern, sollte durch den Einsatz einer alliierten Streitmacht unter französischer Führung verhindert werden. Im Mai 1854 landeten die alliierten französisch-britischen Truppen bei Warna und im September 1854 auf der Krim. Nach mehreren Schlachten und fast einjähriger Belagerung konnte im September 1855 Sewastopol eingenommen werden. Nach der Eroberung der Festung plante Napoleon III., ins Landesinnere vorzurücken, um durch einen spektakulären Erfolg aus dem Schatten seines Onkels Napoleon I. zu treten. Seine Generäle rieten aber von einem solchen Abenteuer ab. Auch die Stimmung in Frankreich war durch die Dauer des Feldzuges und die hohen, vor allem krankheitsbedingten Verluste der Truppen gedämpft. Sein Cousin Napoléon Joseph Charles Paul Bonaparte hatte darüber hinaus die Truppe verlassen und gab der französischen Öffentlichkeit zu allerlei Diskussionen darüber Raum. Dies alles führte dazu, dass Napoleon III. schließlich zu Friedensverhandlungen bereit war.
Am 30. März 1856 schloss Russland mit seinen Kriegsgegnern den Frieden von Paris. Napoleon bewies sein diplomatisches Geschick, als er auf dem Friedenskongress als Schiedsrichter auftrat. Während der Verhandlungen wurde der Sohn Napoleons III., Napoléon Eugène Louis Bonaparte, geboren. Die Geburt war sehr schwierig, da sich das Kind im Leib der Mutter nicht gedreht hatte. Nach dem Erfolg der Zangengeburt defilierten die Vertreter sämtlicher Großmächte, die an den Friedensverhandlungen teilnahmen. Mit der Geburt des Prinzen schien die dauerhafte Herrschaft der Dynastie Bonaparte in Frankreich gesichert zu sein.

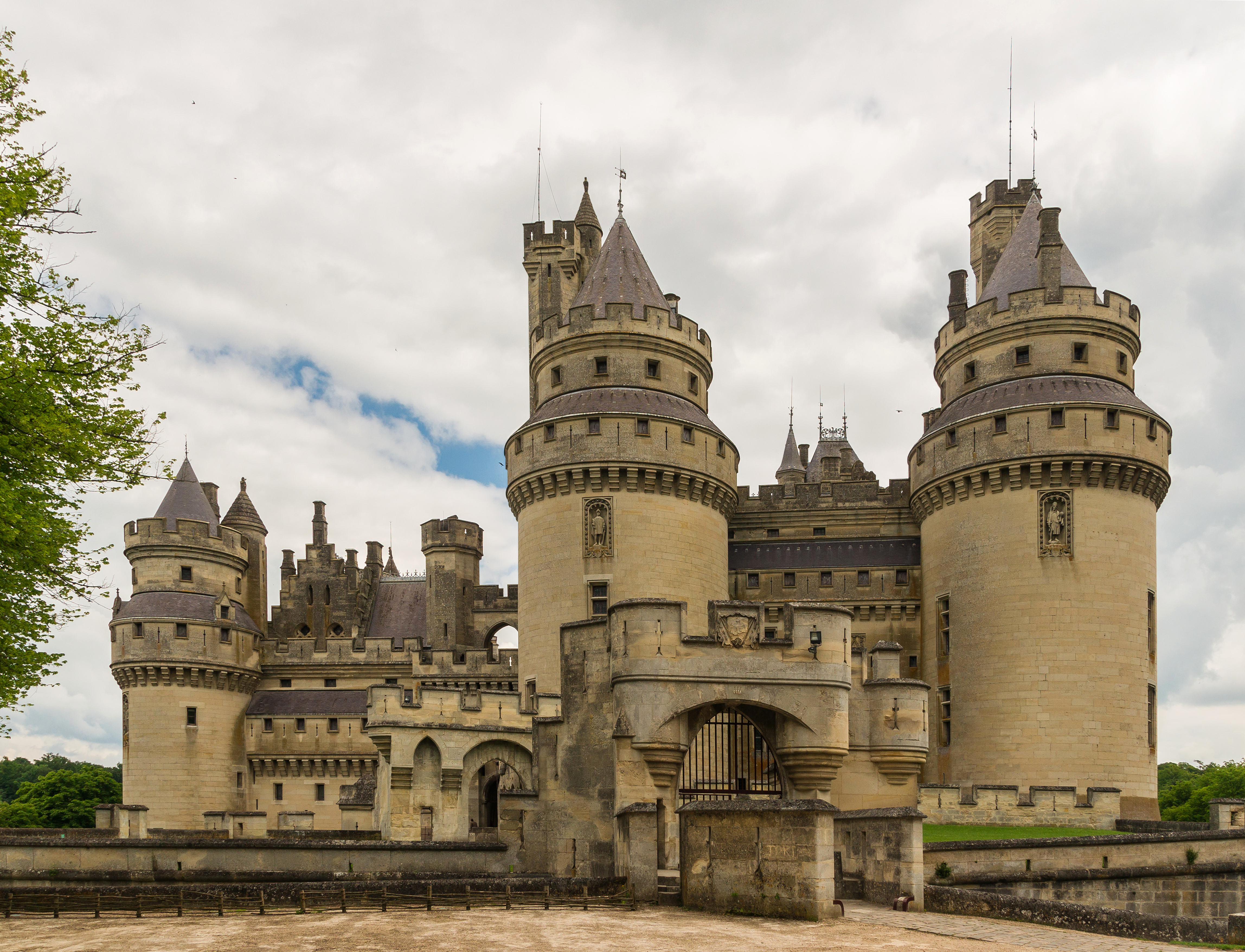
Schloss Pierrefonds

Im Jahr 1855 wurden zwei Attentate auf den Kaiser verübt: am 28. April durch den Italiener Giovanni Pianori und am 8. September durch Edouard Bellemare. Beiden Anschlägen entging der Herrscher.
Der Pariser Frieden führte zu einer neuen europäischen Mächtekonstellation. Napoleon erreichte die Anerkennung des Kaiserreiches in Europa. An die Stelle der alten Kontinentalmacht Russland trat nun Frankreich. Die Heilige Allianz zerbrach, und die Beziehungen zwischen Russland und Österreich blieben nachhaltig gestört. Russland wandte sich nun Frankreich und Preußen zu. Österreich blieb isoliert. Nach dem Sieg im Krimkrieg, den erfolgreichen Verhandlungen im Pariser Frieden und dem folgenden wirtschaftlichen Aufschwung in Frankreich stieg die Popularität des Kaisers im Land an.
1857 beauftragte Napoleon Eugène Viollet-le-Duc mit dem Wiederaufbau des mittelalterlichen Schlosses Pierrefonds. 1861 erweiterte er den Auftrag: Pierrefonds sollte zu einer privaten Residenz umgebaut werden. Die Arbeiten dauerten auch nach dem Tod des Kaisers noch an. Das Projekt wurde 1885 endgültig abgebrochen.
Napoleon III. billigte 1858 eine Marineexpedition nach Vietnam. In deren Folge gelang die Eroberung Saigons, die den Beginn der französischen Kolonialherrschaft in Vietnam begründete.
1858 protestierte Napoleon, zusammen mit weiteren Persönlichkeiten, beim Papst gegen die Entführung des jüdischen Knaben Edgardo Mortara durch die katholische Kirche, ohne Erfolg.

### Sardinischer Krieg

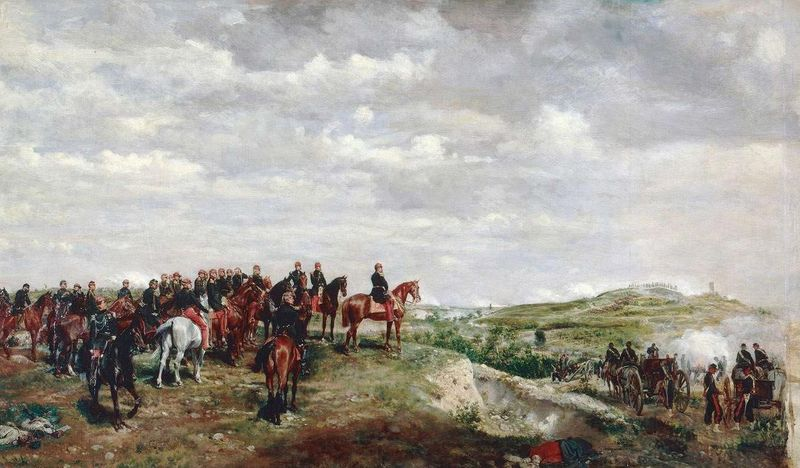
Napoleon III. in der Schlacht von Solferino

Am 14. Januar 1858 überlebte Napoleon ein Attentat des italienischen Revolutionärs Felice Orsini. Orsini gehörte zu den Carbonari, denen sich Napoleon 1830 angeschlossen hatte. Dieser war von Orsinis Auftritt bei der folgenden Gerichtsverhandlung so beeindruckt, dass er sich am 20. Juli 1858 in Plombières-les-Bains mit dem Ministerpräsidenten des Königreichs Sardinien-Piemont Camillo Benso von Cavour traf. Napoleon bot Cavour in dem geheimen Treffen an, ihn bei der Einigung Italiens zu unterstützen. Ohne seine Minister zu konsultieren, schloss er mit Cavour einen Geheimvertrag. Dieser sah für den Fall eines österreichischen Angriffs die Unterstützung Frankreichs vor. Cavour beanspruchte Oberitalien für Sardinien-Piemont und ging auf Napoleons Idee einer Konföderation Italiens unter Berücksichtigung des Kirchenstaates ein. Im Gegenzug sollte das Königreich Sardinien-Piemont auf sein Stammland Savoyen und auf die Grafschaft Nizza zugunsten Frankreichs verzichten. Zusätzlich wurde die Allianz durch die Vermählung der Tochter des späteren italienischen Königs Viktor Emanuel mit dem Prinzen Napoléon besiegelt.
Durch seine Neujahrsrede am 1. Januar 1859 vor dem diplomatischen Korps und seine Worte an den österreichischen Gesandten provozierte Napoleon III. Österreich. Nach einer ähnlichen Rede König Victor Emanuels begann von Seiten Österreichs die militärische Aufrüstung. Diese konnte Frankreich den passenden Vorwand abgeben, um das bedrohte Sardinien gegen die Angriffspläne Österreichs zu schützen. Ein darauf folgendes Ultimatum der Österreicher vom 19. April 1859 führte schließlich zum Sardinischen Krieg von Mai bis Juli 1859.
Napoleon III. übernahm selbst den Oberbefehl über die 130.000 Mann starke französische Armee. Allerdings hatte er wenig Anteil an den militärischen Operationen, die von seinen Generälen geführt wurden. Durch die siegreichen Schlachten von Magenta und Solferino konnte Österreich besiegt werden und der Weg war frei für ein vereintes Italien. Fortan galt Napoleon III. als Förderer des Panlatinismus.

### Modernisierung der Infrastruktur

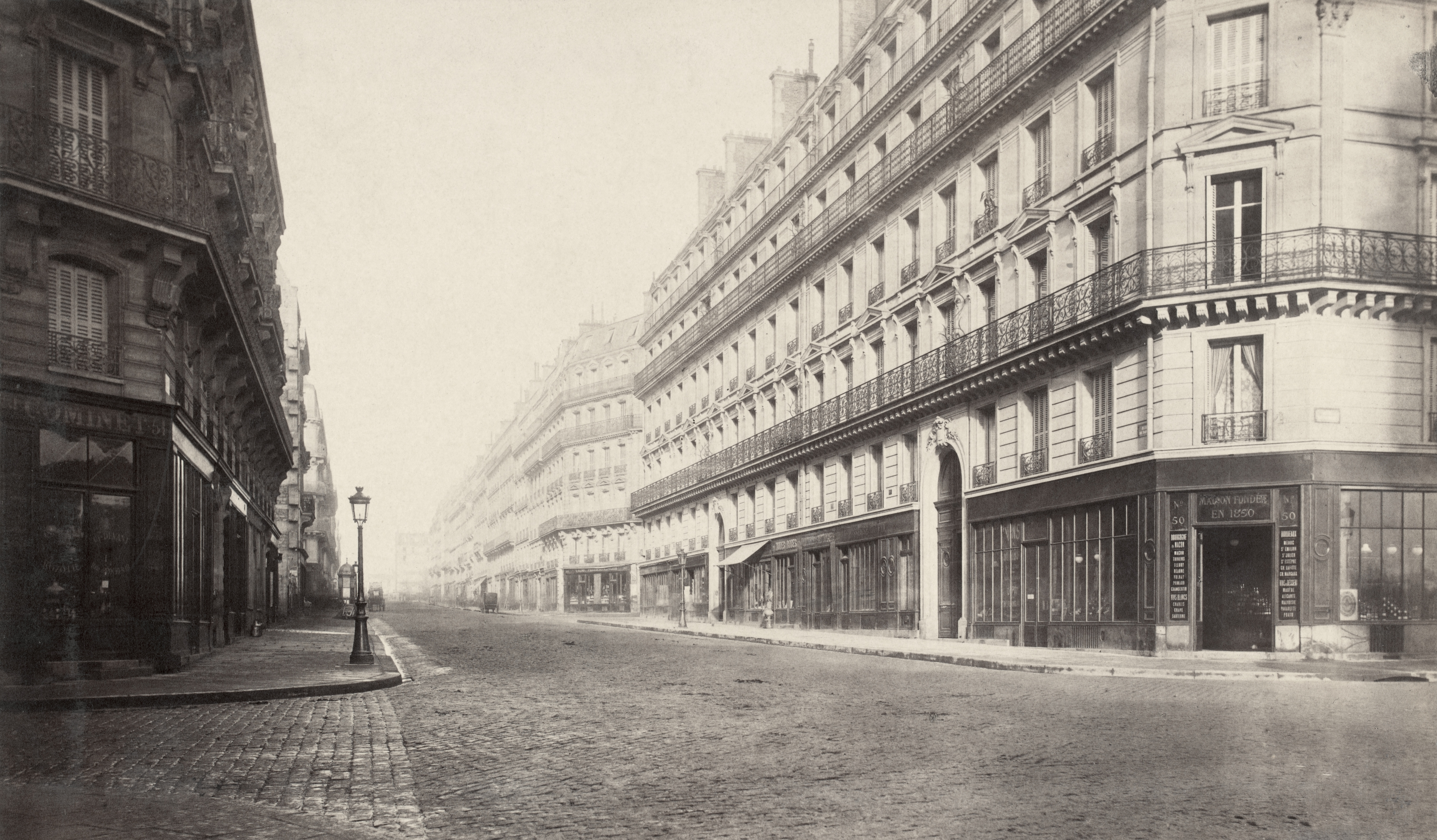
Die von Haussmann neu bebauten Grands Boulevards, hier Rue de Rome, ca. 1853–70

Ein wichtiger Schritt während seiner Regierungszeit war die Neugestaltung von Paris. Große Teile der Stadt wurden dem Erdboden gleichgemacht und viele der alten, gebogenen Straßen wurden durch breite Alleen ersetzt. Den Stadtumbau leitete Georges-Eugène Haussmann, Präfekt des Département Seine. Haussmann schrieb in seinen Memoiren, dass es das Ziel Napoléons war, den Bewohnern von Paris „Luft, Licht und (sauberes) Wasser“ zu bringen.
Haussmann leitete auch den Ausbau des französischen Eisenbahnnetzes, wobei vor allem auf Paris zentrierte Hauptstrecken entstanden. So mussten zum Beispiel Reisende vom südfranzösischen Marseille nach Bordeaux lange Zeit den Umweg über die Hauptstadt in Kauf nehmen. Dies erwies sich auch als strategischer Nachteil, da durch die schwach ausgebauten Querverbindungen Truppenbewegungen über dieses Schienennetz viel langsamer zu organisieren waren.

### Interesse an Geschichte, Archäologie und Kunst
Wie Napoleon I. zeigte auch sein Neffe großes Interesse am Leben bedeutender historischer Persönlichkeiten und an der Archäologie. 1862 veröffentlichte Napoleon III. eine zweibändige französische Histoire de Jules César plus Atlasband, die bis 1865 auch ins Deutsche und acht weitere europäische Sprachen übersetzt worden ist. Im Zuge dieser Arbeiten beauftragte er Oberst Eugène Stoffel mit der Lokalisierung der cäsarischen Lager in Gergovia und Alesia. Moderne Nachgrabungen in den letzten Jahren bestätigten die Ergebnisse dieser frühen archäologischen Sondierungen. Er förderte unter anderem auch die Ausgrabungen im keltischen Oppidum von Bibracte (Mont Beuvray).
1857 erwarb Napoleon III. das im Pariser Salon ausgestellte Gemälde von Jacques Alfred van Muyden Refektorium der Kapuziner von Albano. Er schenkte das Gemälde später Guillaume Henri Dufour.
Kunstgeschichtlich bedeutsam ist Napoleons 1863 gefällte Entscheidung, dass neben dem offiziellen Pariser Salon auch ein Salon des Refusés stattfinden sollte. Damit gab er den Malern, die später den Impressionismus begründeten, die Gelegenheit, ihre Arbeiten erstmals einer breiten Öffentlichkeit vorzustellen. Die Gründe, die zu dieser Entscheidung führten, sind umstritten. Von einigen Kunsthistorikern wird darin der Versuch des kaiserlichen Hofs gesehen, die Autorität des in die Kritik geratenen Pariser Salons wiederherzustellen. Andere, wie etwa Édouard Manets Biograph Gottlieb Jedlicka, sehen darin einen Schachzug in einem reichen und ununterbrochenen Spiel von Intrigen zwischen Hof und Opposition, bei dem die vom kaiserlichen Hof unabhängige École des Beaux-Arts geschwächt werden sollte.
Napoleon nutzte die wichtiger werdende Presse zu seinen Gunsten. Er gab befreundeten Journalisten Informationen weiter und redigierte teilweise Artikel. Auch seine Frau Eugénie beeindruckte die Öffentlichkeit durch ihren Luxus. Im Gegensatz zu Marie-Antoinette nahm die Öffentlichkeit ihr ihre Verschwendungssucht nicht übel, sondern begrüßte den Glanz, den sie auf Frankreich warf. Außerdem förderte sie die entstehende Luxusindustrie in Paris.

### Außenpolitische Abenteuer des „liberalen Empire“

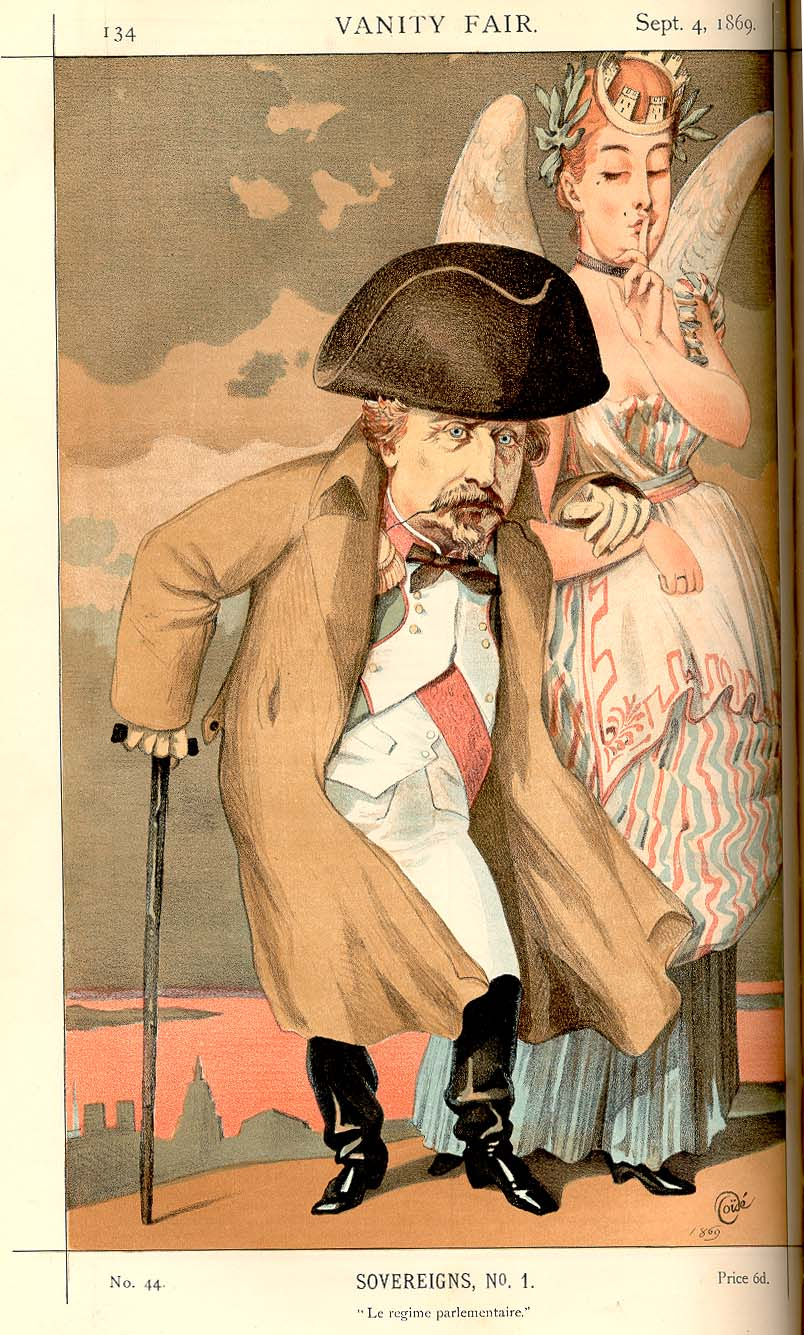
Der kränkelnde Napoleon III. muss sich auf die Dame Parlamentarismus stützen. Karikatur in Vanity Fair, September 1869.

Ab 1860/61 änderte Napoleon III. seinen Regierungsstil. Das Parlament erhielt mehr Rechte, die Pressefreiheit wurde erweitert und Gewerkschaften zugelassen. Die wirtschaftliche Entwicklung, die von Beginn des Kaiserreiches an positiv verlaufen war, geriet ab Mitte der 1860er-Jahre in eine Krise. Dies führte neben den folgenden außenpolitischen Rückschlägen und der vermeintlichen innenpolitischen Schwäche zur Destabilisierung des imperialen Systems.
Nachdem das mexikanische Parlament im Juli 1861 beschlossen hatte, die Rückzahlung der Auslandsschulden ab sofort einzustellen, unterzeichnete Napoleon III. am 31. Oktober mit Großbritannien und Spanien den Londoner Vertrag. Dieser legte fest, dass die unterzeichnenden Nationen gemeinsam von Mexiko die ausstehenden Schulden mit allen notwendigen Mitteln eintreiben würden. Da die Vereinigten Staaten im Sezessionskrieg gebunden waren, war ihnen ein Eingreifen gemäß der Monroe-Doktrin zugunsten Mexikos unmöglich. Im Dezember 1861 und im Januar 1862 trafen spanische, französische und britische Truppen in Mexiko ein. Als die britische und die spanische Regierung erkannten, dass das Ziel Napoleons III. nicht in einer bloßen Rückzahlung der Kredite, sondern vielmehr in einer Eroberung Mexikos bestand, zogen sie ihre Truppen zurück. Die französische Intervention in Mexiko von Januar 1862 bis März 1867 endete mit einer Niederlage und der Hinrichtung des von den Franzosen von 1864 bis 1867 als „Kaiser von Mexiko“ eingesetzten Maximilian I. Diese Niederlage wirkte nochmals destabilisierend auf das Regime Napoleons. Außerdem sahen die Franzosen ihren Einfluss durch die vernichtende Niederlage Österreichs gegen Preußen im preußisch-österreichischen Krieg (1866) gefährdet.
Im weiteren Verlauf der 1860er-Jahre wurden die französisch-preußischen Spannungen weiter verschärft, insbesondere durch Bündnisverhandlungen Frankreichs mit Österreich und Italien. Am 12. Juni 1866 schloss Österreich mit dem französischen Kaiser Napoleon III. einen Geheimvertrag. Darin sagte der Kaiser die Neutralität Frankreichs zu, ließ sich aber für den Fall eines österreichischen Sieges bei einem kriegerischen Konflikt mit Preußen Venetien als Honorierung des Stillhaltens zusagen. Außerdem stellte Österreich Napoleon mündlich in Aussicht, dass im bislang preußischen Rheinland ein neuer Staat errichtet werden könnte, der von Frankreich dominiert werden würde.
Preußen hatte zuvor am 8. April einen Geheimvertrag mit Italien geschlossen. Darin sollte Italien das österreichisch regierte Venetien erhalten, wenn es in einem Krieg gegen Österreich auf preußischer Seite eintrat. Dazu kam es schließlich nach dem Deutschen Krieg im Sommer 1866. Frankreich war von einem Sieg Österreichs ausgegangen, sodass es für seine Neutralität keine Gegenleistung von Preußen ausgehandelt hatte. Die Enttäuschung darüber wurde im geflügelten Wort „Rache für Sadowa“ ausgedrückt.

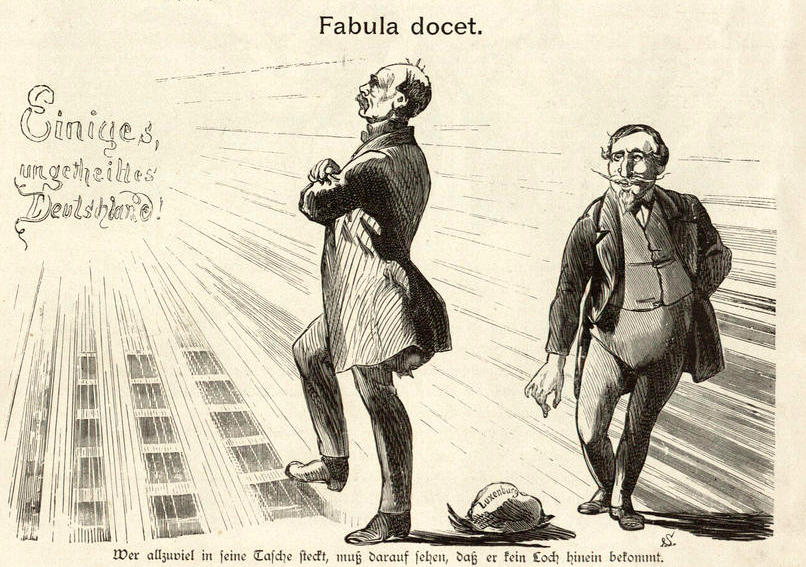
Karikatur im Kladderadatsch, 1867. Während Bismarck die deutsche Einheit anstrebt, schielt Napoleon nach Luxemburg.

1867 kam es zur Luxemburgkrise. Vor dem Krieg 1866 hatte Napoleon III. mit Preußen über Gebietserwerbungen als Kompensation für seine Neutralität verhandelt. Dabei war auch Luxemburg erwähnt worden. Otto von Bismarck hatte keine Einwände offengelegt, aber angedeutet, dass Frankreich selbst aktiv werden müsse. 1867 wollte Frankreich Luxemburg erwerben. Als dies ruchbar wurde, kam es in den deutschen Fürstentümern zu heftigen Protesten, unter anderem zu einer von Bismarck bestellten Anfrage im Reichstag des Norddeutschen Bundes. Napoleon musste seine Pläne fallen lassen, und Luxemburg wurde im Zweiten Londoner Vertrag von 1867 für neutral erklärt. Für Napoleon III. war dies eine Niederlage, die sein ohnehin schon angekratztes politisches Ansehen weiter minderte. Innenpolitisch musste er sich gegen republikanische Bestrebungen wehren, ruhmreiche Schlachten in der Tradition seines Vorfahren hätten in dieser Situation hilfreich sein können.

#### Das Plebiszit von 1870
Die Wahlen von 1869 ergaben für die Opposition Zugewinne auf 3,3 Mio. Stimmen gegen 4,6 Mio. für die Regierung. Obwohl dies ihre Regierungsfähigkeit nicht beeinträchtige, wollte die Regierung und Napoleon III. den Trend umkehren durch eine neue Verfassung, die die liberalen Änderungen seit 1860/61 festschreiben sollte. Zunächst dachte der Justizminister Émile Ollivier daran, diese Änderung auf dem normalen parlamentarischen Weg durch Gesetze im Sénatus-consulte Verfahren (Gesetzgebungsakt des Senats) auszuführen, Napoleon selbst und auch mehrere Minister waren der Meinung, dass die Verfassung, die durch ein Referendum verabschiedet worden war, nur durch ein weiteres Referendum geändert werden könnte. So wurde für Anfang 1870 ein Plebiszit angesetzt: „Le peuple approuve les réformes libérales opérées par l’Empereur avec le concours des grands corps de l’État, et ratifie le senatus-consulte du 20 avril 1870.“ (Das Volk billigt die vom Kaiser mit Unterstützung der großen Staatsorgane durchgeführten liberalen Reformen und ratifiziert den Sénatus-Vorschlag vom 20. April 1870.) Der Vorschlag wurde mit 83 % (7,3 Mio. Stimmen) gegen 17 % (1,5 Mio. Stimmen) bei einer Wahlbeteiligung von 82 % angenommen.

### Deutsch-Französischer Krieg
Um die Hoffnungen seiner Anhängerschaft und seiner Gattin auf imperialen militärischen Ruhm zu erfüllen (und auch durch den preußischen Ministerpräsidenten Bismarck mit der Emser Depesche herausgefordert), begann Napoleon III. im Juli 1870 den Deutsch-Französischen Krieg. Napoleon und seine Regierung waren von vollkommen falschen Grundannahmen über die Außenpolitik ausgegangen: Die mit Preußen verbündeten süddeutschen Staaten blieben nicht neutral, und es traten keine Staaten auf Frankreichs Seite in den Krieg ein. Es hatte zwar Bemühungen zu einem französisch-österreichisch-italienischen Bündnis gegeben, sie hatten aber zu keinem verbindlichen Abkommen geführt.

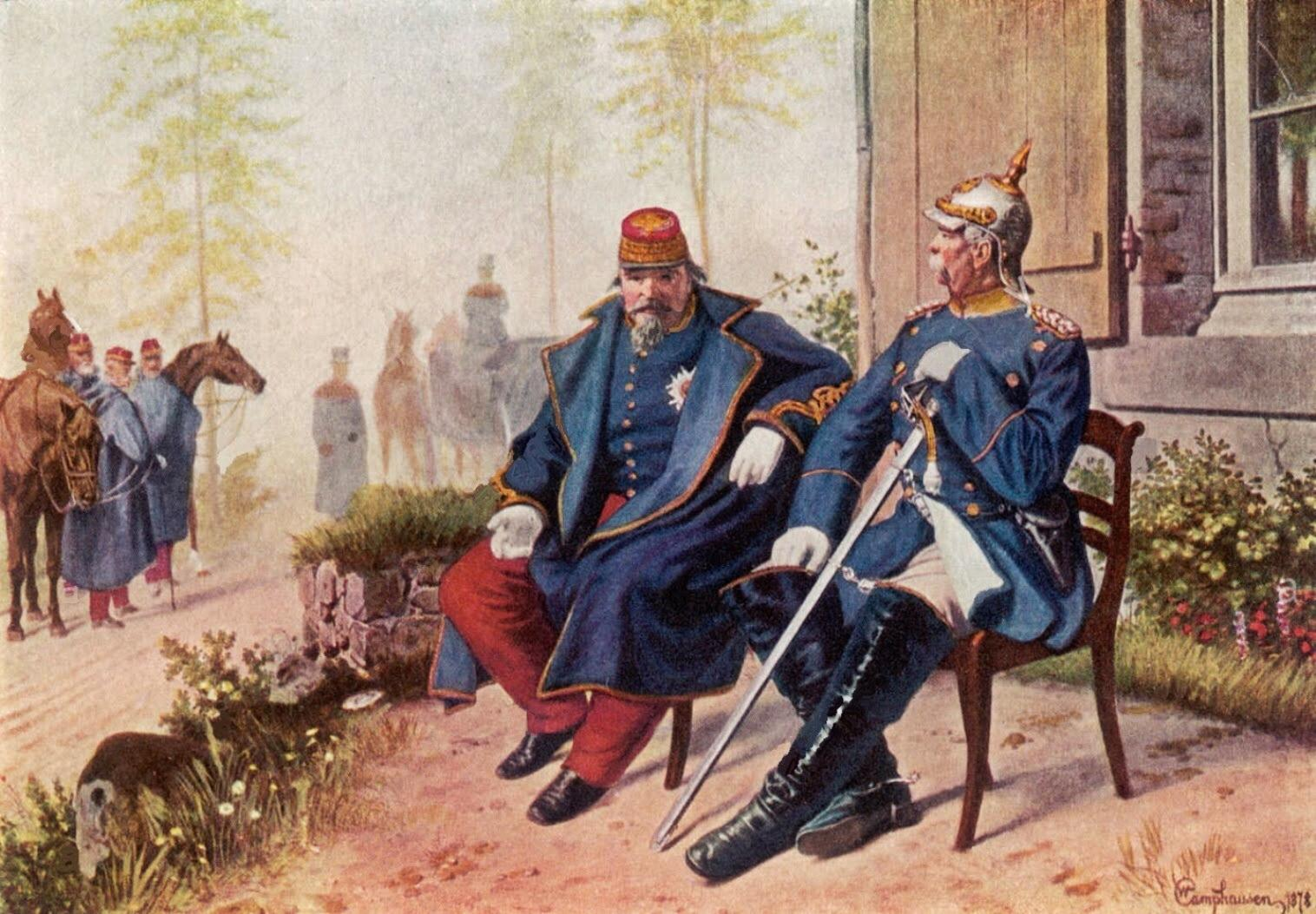
Wilhelm Camphausen: Napoleon III. und Bismarck nach der Schlacht bei Sedan (1870)

Der Krieg zeigte die ganze Schwäche des Regimes von Napoleon III. Obwohl Frankreich Preußen den Krieg erklärt hatte, war die französische Armee nicht in der Lage, eine Offensive zu starten und die Invasion der preußischen Armee und ihrer Verbündeten in Frankreich zu verhindern.
Napoleon, der selbst den Oberbefehl übernommen hatte, reiste zur Festung Metz. Aufgrund starker Blasenschmerzen war er jedoch kaum in der Lage, das Kommando zu führen. Nachdem er am 2. August mit seinem Sohn bei Saarbrücken preußischen Boden betreten hatte, übergab er am 12. August den Oberbefehl an Marschall François-Achille Bazaine und begab sich über Gravelotte und Verdun in das Lager von Châlons-sur-Marne, wo er am Nachmittag des 16. August eintraf. Da die Kaiserin seiner für den 18. August vorgesehenen Rückkehr nach Paris widersprach, schloss er sich – ohne militärische Funktion, quasi als Privatmann – der in Châlons neu aufgestellten Armee Marschall Mac-Mahons an, der am 19. August von dort mit 120.000 Mann in Richtung Reims abmarschierte, um sich mit Marschall Bazaines Armee zu vereinigen. Nach der Schlacht bei Beaumont war der Weg nach Metz aber durch preußische Truppen blockiert. Die Schlacht bei Sedan fand am 1. September 1870 statt; am Abend forderte der preußische König Wilhelm I. die Franzosen zur Kapitulation auf und der Kaiser ließ auf der Zitadelle von Sedan eine weiße Fahne hissen. Am frühen Morgen des 2. Septembers begab sich Napoleon in die Gefangenschaft Wilhelms und die französische Armee kapitulierte.
Mit der Ausrufung der Dritten Republik in Paris wurde Napoleon am 4. September abgesetzt. Napoleon erhielt von Wilhelm das Schloss Wilhelmshöhe in Kassel zum Quartier, die ehemalige Residenz seines Onkels Jérôme; eine Wahl, die ihn erfreute. Am 5. September 1870 traf er dort ein und blieb bis zum 19. März 1871 unter Arrest. Am 30. Oktober 1870 besuchte ihn die Kaiserin Eugénie. Vor allem bis zum Friedensschluss mit der provisorischen Regierung hatte es Versuche gegeben, Napoleons Regime wiederherzustellen.

### Lebensende

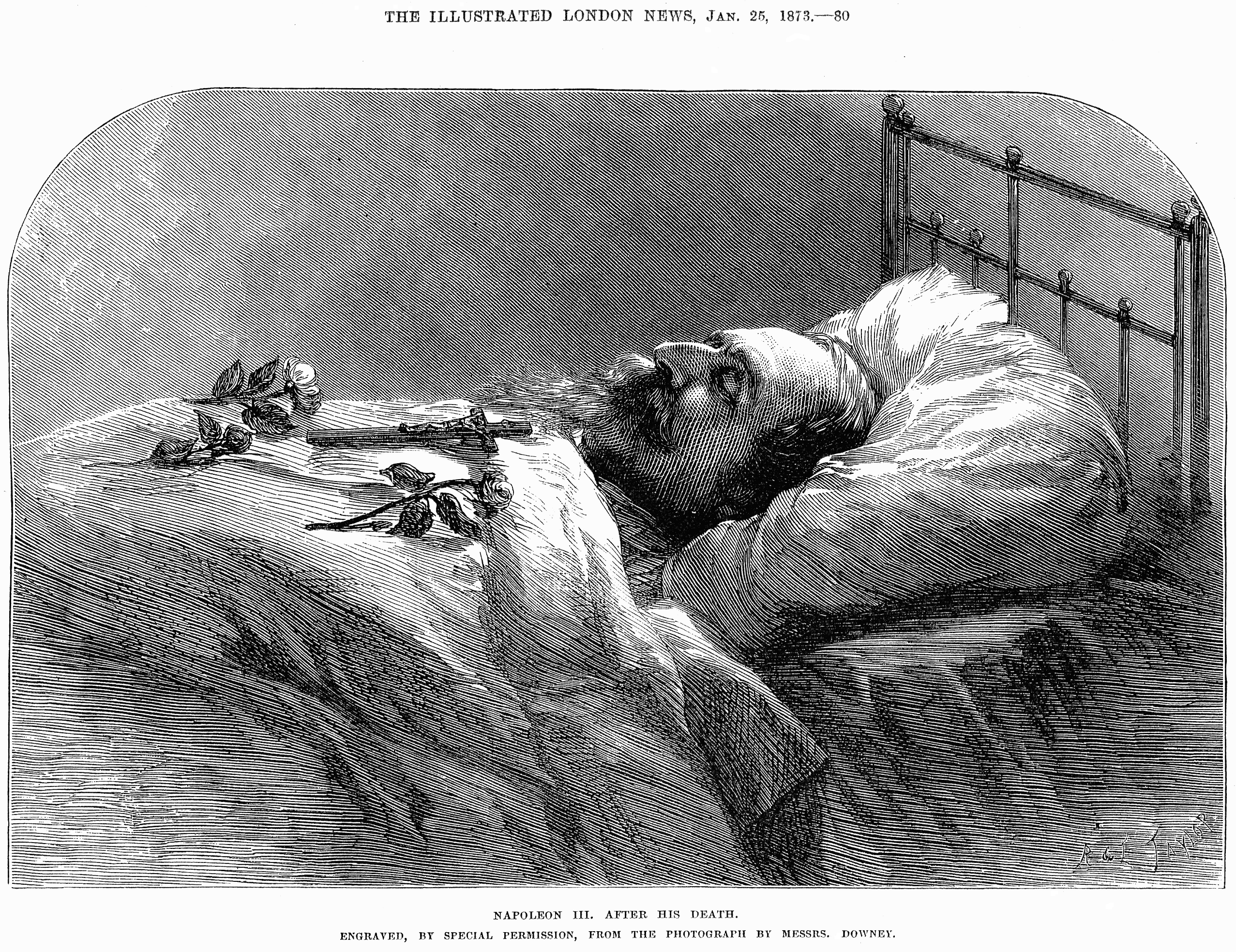
Napoleon III. nach seinem Tod, Illustration aus der Illustrated London News vom 25. Januar 1873

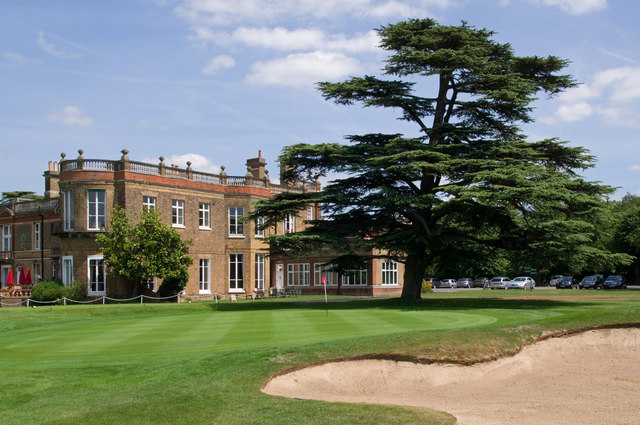
Camden Place, letzter Wohnsitz und Sterbeort

Napoleon III. ging nach dem Ende des Krieges ins Exil nach Großbritannien. Am 19. März 1871 verließ er Schloss Wilhelmshöhe und erreichte am 21. März Chislehurst, heute Teil des Stadtbezirkes London Borough of Bromley. Dort hatte Kaiserin Eugénie bereits eine Unterkunft in dem Herrenhaus Camden Place gefunden, das 1860 der Rechtsanwalt Nathaniel Strode erworben hatte. Dieser kannte Napoleon III. seit 1846 und war der Testamentsvollstrecker von Harriet Howard gewesen, der ehemaligen Mätresse und Gönnerin des späteren Kaisers. Er stellte der kaiserlichen Familie das Haus als Exilsitz zur Verfügung.
Der Kaiser hätte auch den Ort seiner Jugend, das schweizerische Schloss Arenenberg am Bodensee, das er von seiner Mutter geerbt hatte, als Exilsitz wählen können, allerdings war er in der Schweiz wegen des Savoyerhandels und weil er von vielen als Despot angesehen wurde, nicht beliebt. Auch schien ihm England mehr Möglichkeiten für politische und militärische Unterstützung zu bieten, denn von Camden Place aus plante Napoleon III. – nach dem Vorbild der Herrschaft der Hundert Tage seines Onkels – erneut in Frankreich zu landen, starb jedoch noch vor der Umsetzung seiner Vorhaben. Am 3. und 6. Januar 1873 hatte Napoleon sich von Henry Thompson, Englands erstem Urologen, zur Entfernung seiner Blasensteine operieren lassen. Thompson verabreichte bei seinen Operationen Chloroform, dessen Nebenwirkungen damals noch nicht bekannt waren. Dies führte in Verbindung mit der Schwächung Napoleons durch die wohl bis zum Nierenversagen (Urämie) fortgeschrittene Krankheit zum Herzversagen. Er starb eine Stunde vor der am 9. Januar geplanten dritten Operation.
Seine letzten Worte waren angeblich die Frage an seinen Arzt Henri Conneau „Étiez-vous à Sedan?“ („Waren Sie in Sedan?“ oder „Waren Sie bei der Schlacht von Sedan dabei?“).
Napoleon III. ist in der kaiserlichen Krypta der Sankt-Michaels-Abtei in Farnborough, Hampshire, England, begraben. Ebenfalls dort bestattet wurden sein einziger Sohn, der 1879 im Zulukrieg gefallene Napoléon Eugène Louis Bonaparte, und seine Frau Eugénie, die 1920 im Alter von 94 Jahren starb.

## Wirtschaft
Das Zweite Kaiserreich (Second Empire) war gekennzeichnet von starkem Wachstum der Wirtschaft. Frankreich hat die industrielle Revolution später übernommen als England, ab den 1850er Jahren machte sich der Einfluss bemerkbar und unter Napoleon III. war das Wachstum teilweise stürmisch. Die Investitionen in die Industrie verdoppelten sich, der Verbrauch von Steinkohle verdreifachte sich, die Anzahl der Dampfmaschinen vervierfachte sich. Da Frankreich nur geringe Steinkohlenvorkommen hatte, musste schon früh Kohle importiert werden. Der Ausbau des Schienennetzes (s. o.) bewirkte ein Wachstum der Bergwerke, des Maschinenbaus und der Eisenerzeugung und Verarbeitung. Große neue Unternehmen wie Le Creusot, im Besitz der Familie Schneider, beschäftigten 1869 10.000 Arbeiter. Auch die chemische Industrie entwickelte sich mit Unternehmen wie Compagnie de Saint-Gobain, Levallois-Perret und Établissements Kuhlmann, heute Pechiney. Weiterhin beschäftigte die Textilindustrie mit 2 Millionen die meisten Arbeitskräfte von insgesamt 4,3 Millionen insgesamt im sekundären Sektor. Die Textilindustrie blieb weiterhin kleinteilig, besonders in den ländlichen Gebieten. In den großen Städten trug die Bautätigkeit (s. o.) zum Wachstum bei, die Struktur des Baugewerbes blieb aber weiterhin handwerklich mit 3 Arbeitern pro Betrieb. Ungefähr die Hälfte der Bevölkerung arbeitete in der Landwirtschaft, auch hier stieg die Produktion um ca. 20 % in 20 Jahren durch bessere Transportmöglichkeiten, Einsatz von Chemie und Rückgang der Brachflächen. Am Ende des Zweiten Kaiserreichs umfasste der tertiäre Sektor 21 % der Bevölkerung, der sekundäre 29 % und der primäre 50 %. Das Wachstum wurde durch einen Rückgang in den Jahren 1858–1862 unterbrochen, danach nahm es aber wieder zu. Frankreich konnte seinen Rückstand auf England teilweise aufholen. Unter Napoleon III. wurde ein modernes Bankensystem geboren, mit der Gründung von beispielsweise Crédit Foncier, Crédit Industriel et Commercial, Crédit Lyonnais, Société Générale. 1864 setzte er das Recht auf Gewerkschaften und auf Streik durch und unterstützte die Bildung von Hilfskassen auf Gegenseitigkeit (secour mutuel) und Arbeitsaufsichtsämter (inspection du travail).
Napoleon III. gründete die Lateinische Münzunion, die neben den 4 ursprünglichen Ländern (Frankreich, Belgien, Schweiz und Italien) bis zu 32 Länder von Argentinien bis Finnland vereinte. Die Währungskonvention vom 23. Dezember 1865 führte eine Währungsharmonisierung auf der Grundlage des Gold-Silber-Bimetallismus des Germinal-Franken ein.
Napoleon III. unterstützte den Bau des Suezkanals. Die von Ferdinand de Lesseps 1854 gegründete Kanalbaugesellschaft wurde von Großbritannien bekämpft und von Napoleon gefördert. Nachdem Lesseps 1856 den Verlauf des Kanals festgelegt hatte, unterstützte Napoleon eine Kreditsubskription für das notwendige Kapital. 1859 konnten die Bauarbeiten beginnen. Der neue Vizekönig Ismail Pascha von Ägypten beendete unter dem Einfluss Großbritanniens die Arbeiten, Napoleon rettete das Projekt 1864 durch eine Schlichtung.
Louis-Napoleon Bonaparte beschäftigte sich schon früh mit wirtschaftlichen und sozialen Themen. Als Leser von Adam Smith, Jean-Baptiste Say und Saint-Simon war er überzeugt von den Vorteilen der Industrie- und Bankenentwicklung für die Gesellschaft als Ganzes. Während die Regierung des „Bürgerkönigs“ Louis-Philippe I. hauptsächlich das Kapital stärkte („Enrichissez-vous“), legte Napoleon Wert auf einen sozialen Kapitalismus. 1844 veröffentlichte er seine Schrift Extinction du Paupérisme (Vertilgung des Pauperismus / Beseitigung der Armut), in der er seine Ideen zur Förderung der armen Bevölkerungsteile darlegte. Louis Napoleon war in der Arbeiterklasse beliebt. Sein Wahlprogramm war weitgehend von den sozialistischen Theorien der damaligen Zeit inspiriert. Es ging darum, dank staatlicher Maßnahmen Programme für Großprojekte wie in Paris (s. o.) und auch mit großen landwirtschaftlichen Projekten und Landentwicklung umzusetzen. Beispiele für seinen sozialen Einsatz findet man in Südwestfrankreich mit dem Phalanstère-Projekt in der kaiserlichen Domäne Solferino, wo er eine Gemeinde für Veteranen gründete. Die Trockenlegung der Landes de Gascogne schuf einen der größten Wälder Europas mit den sogenannten Napoleon-Kiefern.

## Ehe und Nachkommen
Am 29./30. Januar 1853 heiratete Napoleon III. die spanische Gräfin Eugénie de Montijo. Die Hochzeit war eine getreue Kopie der Feierlichkeiten Napoleons I. Eine vorhergehende Brautwerbung um Prinzessin Adelheid zu Hohenlohe-Langenburg, die spätere Herzogin zu Schleswig-Holstein-Sonderburg-Augustenburg, war am Widerstand von Königin Victoria gescheitert, deren Nichte die Prinzessin war, sowie wohl auch deshalb, weil der Brautvater, Fürst Ernst I. zu Hohenlohe-Langenburg, den Bräutigam, der zwar mächtig, aber nicht von altem Adel war, für nicht ebenbürtig hielt.
Die Ehe zwischen Napoleon und Eugénie verlief nicht glücklich. Eugénie litt unter den Affären ihres Gatten, der sich auch keine Mühe gab, seine Seitensprünge zu verbergen. Ihm werden acht außereheliche Kinder mit verschiedenen Frauen zugeschrieben, die er jedoch – im prüden 19. Jahrhundert und angesichts seiner politisch ungesicherten Position – allesamt nicht anerkannte und die bei ihren Müttern unter deren Namen aufwuchsen. Seine frühe Leidenschaft für die schöne Spanierin war schnell erloschen. Zudem erschöpfte ihre Niederkunft im Jahre 1856 – zuvor hatte sie bereits eine Fehlgeburt erlitten – die Kaiserin so sehr, dass sie nicht nur keine weiteren Kinder mehr bekommen konnte, sondern auch den ehelichen Verkehr mit ihrem Mann stark einschränken und schließlich ganz einstellen musste.
Dagegen engagierte sich Eugénie vor allem seit den 1860er-Jahren durchaus mit Duldung ihres Mannes immer mehr im politischen Geschäft. Im Unterschied zu ihm war ihr Standpunkt entschieden konservativ, klerikal und autoritär: So befürwortete sie eine Allianz mit Österreich und trat energisch für die Erhaltung des Kirchenstaates unter französischer Protektion ein. Napoleon, obgleich in vielem uneins mit ihr, setzte sie dennoch sowohl 1859 als auch 1870 als Regentin in Paris ein. Ihrem Wunsch nach einer Aufrechterhaltung der neoabsolutistischen Regierungsform konnte er zusehends weniger entsprechen. 1870 zählte Eugénie zu den erklärten Befürwortern eines Waffenganges gegen Preußen und wirkte entsprechend auf ihren entscheidungsschwachen Mann ein.
Napoleon und Eugénie hatten einen Sohn, Napoléon Eugène Louis Bonaparte (1856–1879).

## Stammbaum
|                                                   |                                                   |                                                   |                                                   |                                                   |                                                   |                                  |                                  | François de Beauharnais (Gouverneur von Martinique) | François de Beauharnais (Gouverneur von Martinique) | François de Beauharnais (Gouverneur von Martinique) | François de Beauharnais (Gouverneur von Martinique) | François de Beauharnais (Gouverneur von Martinique) | François de Beauharnais (Gouverneur von Martinique) |                                         |                                         | Marie Anne Henriette Francoise Pyvart de Chastullé                   | Marie Anne Henriette Francoise Pyvart de Chastullé                   | Marie Anne Henriette Francoise Pyvart de Chastullé                   | Marie Anne Henriette Francoise Pyvart de Chastullé                   | Marie Anne Henriette Francoise Pyvart de Chastullé                   | Marie Anne Henriette Francoise Pyvart de Chastullé                   |                                          |                                          | Joseph-Gaspard de Tascher de La Pagerie (Marineoffizier) | Joseph-Gaspard de Tascher de La Pagerie (Marineoffizier) | Joseph-Gaspard de Tascher de La Pagerie (Marineoffizier) | Joseph-Gaspard de Tascher de La Pagerie (Marineoffizier) | Joseph-Gaspard de Tascher de La Pagerie (Marineoffizier) | Joseph-Gaspard de Tascher de La Pagerie (Marineoffizier) |                          |                          | Rose Claire des Vergers de Sannois                     | Rose Claire des Vergers de Sannois                     | Rose Claire des Vergers de Sannois                     | Rose Claire des Vergers de Sannois                     | Rose Claire des Vergers de Sannois                     | Rose Claire des Vergers de Sannois                     |                                 |                                 | Carlo Buonaparte                     | Carlo Buonaparte                     | Carlo Buonaparte                     | Carlo Buonaparte                     | Carlo Buonaparte                     | Carlo Buonaparte                     |  |  | Letizia Ramolino           | Letizia Ramolino           | Letizia Ramolino           | Letizia Ramolino           | Letizia Ramolino           | Letizia Ramolino           |
|                                                   |                                                   |                                                   |                                                   |                                                   |                                                   |                                  |                                  | François de Beauharnais (Gouverneur von Martinique) | François de Beauharnais (Gouverneur von Martinique) | François de Beauharnais (Gouverneur von Martinique) | François de Beauharnais (Gouverneur von Martinique) | François de Beauharnais (Gouverneur von Martinique) | François de Beauharnais (Gouverneur von Martinique) |                                         |                                         | Marie Anne Henriette Francoise Pyvart de Chastullé                   | Marie Anne Henriette Francoise Pyvart de Chastullé                   | Marie Anne Henriette Francoise Pyvart de Chastullé                   | Marie Anne Henriette Francoise Pyvart de Chastullé                   | Marie Anne Henriette Francoise Pyvart de Chastullé                   | Marie Anne Henriette Francoise Pyvart de Chastullé                   |                                          |                                          | Joseph-Gaspard de Tascher de La Pagerie (Marineoffizier) | Joseph-Gaspard de Tascher de La Pagerie (Marineoffizier) | Joseph-Gaspard de Tascher de La Pagerie (Marineoffizier) | Joseph-Gaspard de Tascher de La Pagerie (Marineoffizier) | Joseph-Gaspard de Tascher de La Pagerie (Marineoffizier) | Joseph-Gaspard de Tascher de La Pagerie (Marineoffizier) |                          |                          | Rose Claire des Vergers de Sannois                     | Rose Claire des Vergers de Sannois                     | Rose Claire des Vergers de Sannois                     | Rose Claire des Vergers de Sannois                     | Rose Claire des Vergers de Sannois                     | Rose Claire des Vergers de Sannois                     |                                 |                                 | Carlo Buonaparte                     | Carlo Buonaparte                     | Carlo Buonaparte                     | Carlo Buonaparte                     | Carlo Buonaparte                     | Carlo Buonaparte                     |  |  | Letizia Ramolino           | Letizia Ramolino           | Letizia Ramolino           | Letizia Ramolino           | Letizia Ramolino           | Letizia Ramolino           |
|                                                   |                                                   |                                                   |                                                   |                                                   |                                                   |                                  |                                  |                                                     |                                                     |                                                     |                                                     |                                                     |                                                     |                                         |                                         |                                                                      |                                                                      |                                                                      |                                                                      |                                                                      |                                                                      |                                          |                                          |                                                          |                                                          |                                                          |                                                          |                                                          |                                                          |                          |                          |                                                        |                                                        |                                                        |                                                        |                                                        |                                                        |                                 |                                 |                                      |                                      |                                      |                                      |                                      |                                      |  |  |                            |                            |                            |                            |                            |                            |
|                                                   |                                                   |                                                   |                                                   |                                                   |                                                   |                                  |                                  |                                                     |                                                     |                                                     |                                                     |                                                     |                                                     |                                         |                                         |                                                                      |                                                                      |                                                                      |                                                                      |                                                                      |                                                                      |                                          |                                          |                                                          |                                                          |                                                          |                                                          |                                                          |                                                          |                          |                          |                                                        |                                                        |                                                        |                                                        |                                                        |                                                        |                                 |                                 |                                      |                                      |                                      |                                      |                                      |                                      |  |  |                            |                            |                            |                            |                            |                            |
|                                                   |                                                   |                                                   |                                                   | Maximilian I. (König von Bayern)                  | Maximilian I. (König von Bayern)                  | Maximilian I. (König von Bayern) | Maximilian I. (König von Bayern) | Maximilian I. (König von Bayern)                    | Maximilian I. (König von Bayern)                    |                                                     |                                                     | Auguste Wilhelmine (Königin von Bayern)             | Auguste Wilhelmine (Königin von Bayern)             | Auguste Wilhelmine (Königin von Bayern) | Auguste Wilhelmine (Königin von Bayern) | Auguste Wilhelmine (Königin von Bayern)                              | Auguste Wilhelmine (Königin von Bayern)                              |                                                                      |                                                                      | Alexandre de Beauharnais (Armeeoffizier)                             | Alexandre de Beauharnais (Armeeoffizier)                             | Alexandre de Beauharnais (Armeeoffizier) | Alexandre de Beauharnais (Armeeoffizier) | Alexandre de Beauharnais (Armeeoffizier)                 | Alexandre de Beauharnais (Armeeoffizier)                 |                                                          |                                                          | Joséphine de Beauharnais                                 | Joséphine de Beauharnais                                 | Joséphine de Beauharnais | Joséphine de Beauharnais | Joséphine de Beauharnais                               | Joséphine de Beauharnais                               |                                                        |                                                        | Napoleon (Kaiser der Franzosen)                        | Napoleon (Kaiser der Franzosen)                        | Napoleon (Kaiser der Franzosen) | Napoleon (Kaiser der Franzosen) | Napoleon (Kaiser der Franzosen)      | Napoleon (Kaiser der Franzosen)      |                                      |                                      |                                      |                                      |  |  |                            |                            |                            |                            |                            |                            |
|                                                   |                                                   |                                                   |                                                   | Maximilian I. (König von Bayern)                  | Maximilian I. (König von Bayern)                  | Maximilian I. (König von Bayern) | Maximilian I. (König von Bayern) | Maximilian I. (König von Bayern)                    | Maximilian I. (König von Bayern)                    |                                                     |                                                     | Auguste Wilhelmine (Königin von Bayern)             | Auguste Wilhelmine (Königin von Bayern)             | Auguste Wilhelmine (Königin von Bayern) | Auguste Wilhelmine (Königin von Bayern) | Auguste Wilhelmine (Königin von Bayern)                              | Auguste Wilhelmine (Königin von Bayern)                              |                                                                      |                                                                      | Alexandre de Beauharnais (Armeeoffizier)                             | Alexandre de Beauharnais (Armeeoffizier)                             | Alexandre de Beauharnais (Armeeoffizier) | Alexandre de Beauharnais (Armeeoffizier) | Alexandre de Beauharnais (Armeeoffizier)                 | Alexandre de Beauharnais (Armeeoffizier)                 |                                                          |                                                          | Joséphine de Beauharnais                                 | Joséphine de Beauharnais                                 | Joséphine de Beauharnais | Joséphine de Beauharnais | Joséphine de Beauharnais                               | Joséphine de Beauharnais                               |                                                        |                                                        | Napoleon (Kaiser der Franzosen)                        | Napoleon (Kaiser der Franzosen)                        | Napoleon (Kaiser der Franzosen) | Napoleon (Kaiser der Franzosen) | Napoleon (Kaiser der Franzosen)      | Napoleon (Kaiser der Franzosen)      |                                      |                                      |                                      |                                      |  |  |                            |                            |                            |                            |                            |                            |
|                                                   |                                                   |                                                   |                                                   |                                                   |                                                   |                                  |                                  |                                                     |                                                     |                                                     |                                                     |                                                     |                                                     |                                         |                                         |                                                                      |                                                                      |                                                                      |                                                                      |                                                                      |                                                                      |                                          |                                          |                                                          |                                                          |                                                          |                                                          |                                                          |                                                          |                          |                          |                                                        |                                                        |                                                        |                                                        |                                                        |                                                        |                                 |                                 |                                      |                                      |                                      |                                      |                                      |                                      |  |  |                            |                            |                            |                            |                            |                            |
|                                                   |                                                   |                                                   |                                                   |                                                   |                                                   |                                  |                                  |                                                     |                                                     |                                                     |                                                     |                                                     |                                                     |                                         |                                         |                                                                      |                                                                      |                                                                      |                                                                      |                                                                      |                                                                      |                                          |                                          |                                                          |                                                          |                                                          |                                                          |                                                          |                                                          |                          |                          |                                                        |                                                        |                                                        |                                                        |                                                        |                                                        |                                 |                                 |                                      |                                      |                                      |                                      |                                      |                                      |  |  |                            |                            |                            |                            |                            |                            |
|                                                   |                                                   |                                                   |                                                   |                                                   |                                                   |                                  |                                  | Auguste von Bayern (Vizekönigin von Italien)        | Auguste von Bayern (Vizekönigin von Italien)        | Auguste von Bayern (Vizekönigin von Italien)        | Auguste von Bayern (Vizekönigin von Italien)        | Auguste von Bayern (Vizekönigin von Italien)        | Auguste von Bayern (Vizekönigin von Italien)        |                                         |                                         | Eugène de Beauharnais (Adoptivsohn Napoleons, Vizekönig von Italien) | Eugène de Beauharnais (Adoptivsohn Napoleons, Vizekönig von Italien) | Eugène de Beauharnais (Adoptivsohn Napoleons, Vizekönig von Italien) | Eugène de Beauharnais (Adoptivsohn Napoleons, Vizekönig von Italien) | Eugène de Beauharnais (Adoptivsohn Napoleons, Vizekönig von Italien) | Eugène de Beauharnais (Adoptivsohn Napoleons, Vizekönig von Italien) |                                          |                                          |                                                          |                                                          |                                                          |                                                          |                                                          |                                                          |                          |                          | Hortense de Beauharnais (Königin von Holland)          | Hortense de Beauharnais (Königin von Holland)          | Hortense de Beauharnais (Königin von Holland)          | Hortense de Beauharnais (Königin von Holland)          | Hortense de Beauharnais (Königin von Holland)          | Hortense de Beauharnais (Königin von Holland)          |                                 |                                 | Louis Bonaparte (König von Holland)  | Louis Bonaparte (König von Holland)  | Louis Bonaparte (König von Holland)  | Louis Bonaparte (König von Holland)  | Louis Bonaparte (König von Holland)  | Louis Bonaparte (König von Holland)  |  |  |                            |                            |                            |                            |                            |                            |
|                                                   |                                                   |                                                   |                                                   |                                                   |                                                   |                                  |                                  | Auguste von Bayern (Vizekönigin von Italien)        | Auguste von Bayern (Vizekönigin von Italien)        | Auguste von Bayern (Vizekönigin von Italien)        | Auguste von Bayern (Vizekönigin von Italien)        | Auguste von Bayern (Vizekönigin von Italien)        | Auguste von Bayern (Vizekönigin von Italien)        |                                         |                                         | Eugène de Beauharnais (Adoptivsohn Napoleons, Vizekönig von Italien) | Eugène de Beauharnais (Adoptivsohn Napoleons, Vizekönig von Italien) | Eugène de Beauharnais (Adoptivsohn Napoleons, Vizekönig von Italien) | Eugène de Beauharnais (Adoptivsohn Napoleons, Vizekönig von Italien) | Eugène de Beauharnais (Adoptivsohn Napoleons, Vizekönig von Italien) | Eugène de Beauharnais (Adoptivsohn Napoleons, Vizekönig von Italien) |                                          |                                          |                                                          |                                                          |                                                          |                                                          |                                                          |                                                          |                          |                          | Hortense de Beauharnais (Königin von Holland)          | Hortense de Beauharnais (Königin von Holland)          | Hortense de Beauharnais (Königin von Holland)          | Hortense de Beauharnais (Königin von Holland)          | Hortense de Beauharnais (Königin von Holland)          | Hortense de Beauharnais (Königin von Holland)          |                                 |                                 | Louis Bonaparte (König von Holland)  | Louis Bonaparte (König von Holland)  | Louis Bonaparte (König von Holland)  | Louis Bonaparte (König von Holland)  | Louis Bonaparte (König von Holland)  | Louis Bonaparte (König von Holland)  |  |  |                            |                            |                            |                            |                            |                            |
|                                                   |                                                   |                                                   |                                                   |                                                   |                                                   |                                  |                                  |                                                     |                                                     |                                                     |                                                     |                                                     |                                                     |                                         |                                         |                                                                      |                                                                      |                                                                      |                                                                      |                                                                      |                                                                      |                                          |                                          |                                                          |                                                          |                                                          |                                                          |                                                          |                                                          |                          |                          |                                                        |                                                        |                                                        |                                                        |                                                        |                                                        |                                 |                                 |                                      |                                      |                                      |                                      |                                      |                                      |  |  |                            |                            |                            |                            |                            |                            |
|                                                   |                                                   |                                                   |                                                   |                                                   |                                                   |                                  |                                  |                                                     |                                                     |                                                     |                                                     |                                                     |                                                     |                                         |                                         |                                                                      |                                                                      |                                                                      |                                                                      |                                                                      |                                                                      |                                          |                                          |                                                          |                                                          |                                                          |                                                          |                                                          |                                                          |                          |                          |                                                        |                                                        |                                                        |                                                        |                                                        |                                                        |                                 |                                 |                                      |                                      |                                      |                                      |                                      |                                      |  |  |                            |                            |                            |                            |                            |                            |
| Josephine von Leuchtenberg (Königin von Schweden) | Josephine von Leuchtenberg (Königin von Schweden) | Josephine von Leuchtenberg (Königin von Schweden) | Josephine von Leuchtenberg (Königin von Schweden) | Josephine von Leuchtenberg (Königin von Schweden) | Josephine von Leuchtenberg (Königin von Schweden) |                                  |                                  | Eugénie Fürstin von Hohenzollern-Hechingen          | Eugénie Fürstin von Hohenzollern-Hechingen          | Eugénie Fürstin von Hohenzollern-Hechingen          | Eugénie Fürstin von Hohenzollern-Hechingen          | Eugénie Fürstin von Hohenzollern-Hechingen          | Eugénie Fürstin von Hohenzollern-Hechingen          |                                         |                                         | Auguste de Beauharnais Prinzgemahl von Portugal                      | Auguste de Beauharnais Prinzgemahl von Portugal                      | Auguste de Beauharnais Prinzgemahl von Portugal                      | Auguste de Beauharnais Prinzgemahl von Portugal                      | Auguste de Beauharnais Prinzgemahl von Portugal                      | Auguste de Beauharnais Prinzgemahl von Portugal                      |                                          |                                          | Amélie von Leuchtenberg Kaiserin von Brasilien           | Amélie von Leuchtenberg Kaiserin von Brasilien           | Amélie von Leuchtenberg Kaiserin von Brasilien           | Amélie von Leuchtenberg Kaiserin von Brasilien           | Amélie von Leuchtenberg Kaiserin von Brasilien           | Amélie von Leuchtenberg Kaiserin von Brasilien           |                          |                          | Napoléon Louis Bonaparte Großherzog von Kleve und Berg | Napoléon Louis Bonaparte Großherzog von Kleve und Berg | Napoléon Louis Bonaparte Großherzog von Kleve und Berg | Napoléon Louis Bonaparte Großherzog von Kleve und Berg | Napoléon Louis Bonaparte Großherzog von Kleve und Berg | Napoléon Louis Bonaparte Großherzog von Kleve und Berg |                                 |                                 | Napoleon III. (Kaiser der Franzosen) | Napoleon III. (Kaiser der Franzosen) | Napoleon III. (Kaiser der Franzosen) | Napoleon III. (Kaiser der Franzosen) | Napoleon III. (Kaiser der Franzosen) | Napoleon III. (Kaiser der Franzosen) |  |  | Napoléon Charles Bonaparte | Napoléon Charles Bonaparte | Napoléon Charles Bonaparte | Napoléon Charles Bonaparte | Napoléon Charles Bonaparte | Napoléon Charles Bonaparte |

## Sonstiges
Zu festlichen Anlässen pflegten der Kaiser, die Kaiserin und bestimmte Ehrengäste von Aluminiumgeschirr zu speisen. Da Aluminium erst in den 1880ern günstig erzeugt werden konnte, war es damals wertvoller als Gold.
Napoleon III. war der Adressat zweier Sendschreiben des persischen Religionsstifters Bahāʾullāh, der zu dieser Zeit ein Gefangener der osmanischen Regierung war. In dem ersten Schreiben, das vermutlich im Jahre 1868 verfasst wurde, weist dieser den französischen Kaiser auf die von ihm und seinen Anhängern erduldeten Leiden hin und mahnt ihn, sich gegen Unterdrückung im Allgemeinen und gegen die ungerechtfertigte Gefangenschaft seiner Person und seiner Anhänger im Speziellen einzusetzen. Nach einem Bericht, dessen Authentizität ungesichert ist, soll Napoleon III. das Schreiben mit den Worten „Wenn dieser Mann Gott ist, dann bin ich zwei Götter“ verächtlich zu Boden geworfen haben. Vermutlich im Jahr darauf schrieb Bahāʾullāh den Kaiser ein zweites Mal an. In diesem zweiten Schreiben beschuldigt er Napoleon III. der Unaufrichtigkeit, tadelt ihn dafür, sein erstes Schreiben beiseite geworfen zu haben und kündigt ihm an: „Für das, was du getan hast, wird dein Reich in Verwirrung gestürzt werden, und das Kaiserreich wird deinen Händen entgleiten als Strafe für dein Tun.“ Bahai sehen in dieser Ankündigung eine Prophezeiung, die sich schon im Jahr darauf mit der Niederlage Napoleons in der Schlacht bei Sedan, seiner Absetzung und dem darauf folgenden französischen Bürgerkrieg erfüllte.
Johann Strauss widmete ihm 1854 den Napoleon-Marsch.

## Historische Bewertungen
Louis-Napoléon Bonaparte hat im historischen Rückblick ein sehr schlechtes Image, insbesondere in Frankreich. Schon während seiner Herrschaft wurde er angegriffen. Victor Hugo sagte von ihm: „Le règne de Napoléon le Petit est l’Histoire d’un crime, qui mérite Les Châtiments.“ (Die Herrschaft von Napoleon dem Kleinen ist die Geschichte eines Verbrechens, das Strafe verdient). Karl Marx kommentierte den Putsch von 1851: „… Verhältnisse, die einer mittelmäßigen und grotesken Personage das Spiel der Heldenrolle ermöglichen.“ Die Niederlage im Deutsch-Französischen Krieg bestärkte diese Meinung, insbesondere die erniedrigenden Friedensbedingungen wie der Verlust Elsass-Lothringens und die hohe Reparationszahlung an Deutschland ruinierten Napoleons Ruf endgültig. Andererseits hat er selbst immer wieder persönlichen Mut bewiesen, bei seinen Putschversuchen 1836 und 1840 und auch in der Schlacht von Sedan, in der er am Schluss – vergeblich – den Tod suchte. 1859 half er bei der Geburt Rumäniens aus dem Osmanischen Reich. Durch seine Vereinbarungen mit Viktor Emanuel II. gewann er Savoyen und Nizza, heute die Departements Haute-Savoie, Savoie und Alpes-Maritimes für Frankreich. Am Ende seiner Herrschaft war Frankreich moderner, sozialer und reicher als zuvor.

## Schriften

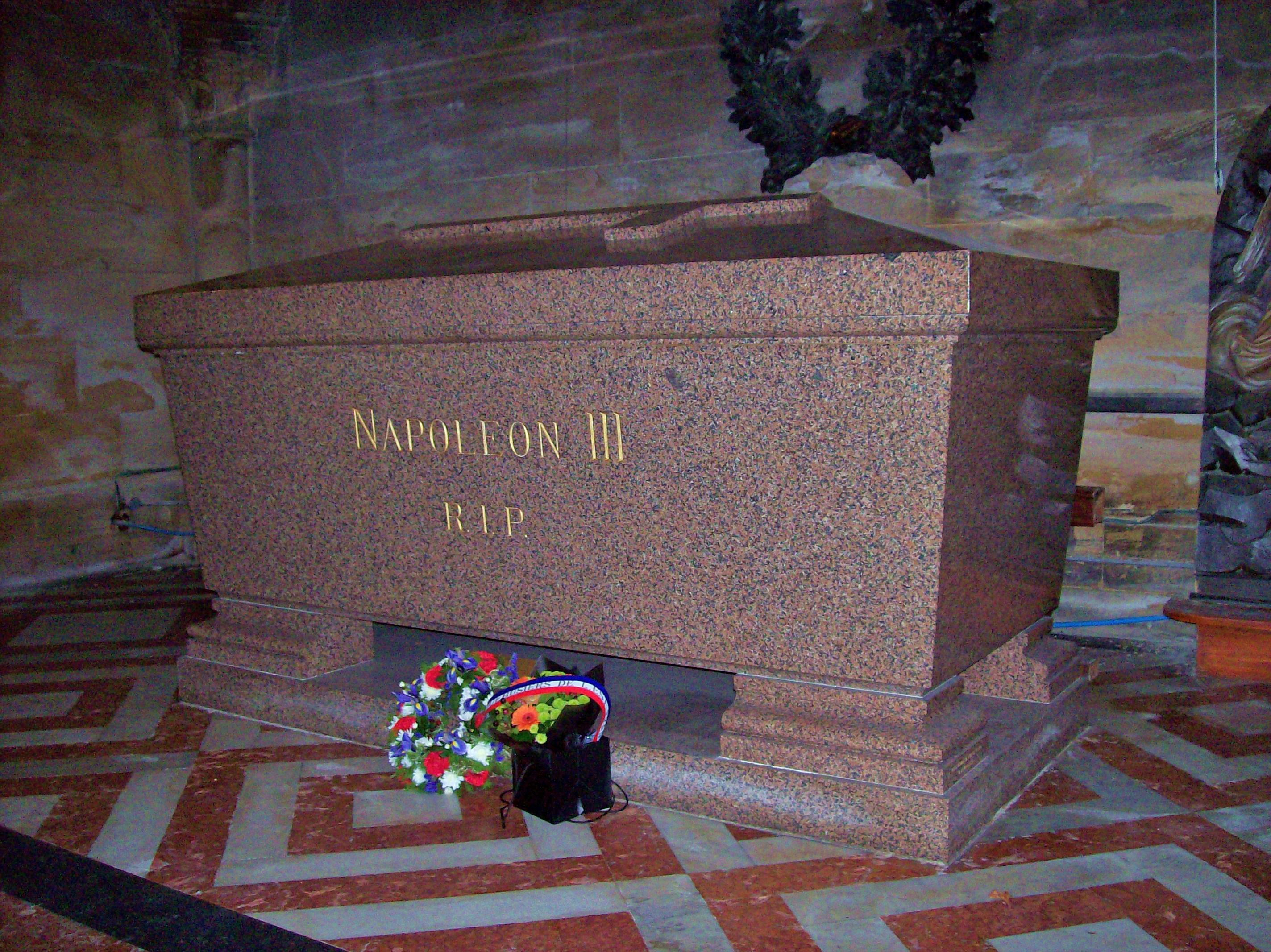
Sarg Kaiser Napoleons III. in der Krypta der Sankt-Michaels-Abtei in Farnborough

- Manuel d’artillerie à l’usage des officiers d’artillerie de la République Helvétique. Orell Füssli, Zürich 1836.
- Des idées napoléoniennes. Colburn, London 1839. In deutscher Übersetzung von Arnold Hirsch: Napoléonische Ideen vom Prinzen Napoléon-Louis Bonaparte: (Napoléon III.). Wien, 1865 (Digitalisat).
- Histoire de Jules César. Imprimerie impériale, Paris 1865 (1862 erstveröffentlicht).
- Werke. Band I–IV, Leipzig 1857.